# فهرست سیارک‌ها (۲۰۰۰۱–۲۱۰۰۱)
فهرست سیارک‌ها (۲۰۰۰۱ - ۲۱۰۰۱) فهرست سیارک‌ها از ۲۰۰۰۱ تا ۲۱۰۰۱ است.
| نام   | نام انگلیسی     | تاریخ کشف       |
| ----- | --------------- | --------------- |
| ۲۰۰۰۰ | 1991 CM         | ۵ فوریه ۱۹۹۱    |
| ۲۰۰۰۲ | Tillysmith      | ۱۰ مارس ۱۹۹۱    |
| ۲۰۰۰۳ | 1991 EX2        | ۱۱ مارس ۱۹۹۱    |
| ۲۰۰۰۴ | Audrey-Lucienne | ۸ آوریل ۱۹۹۱    |
| ۲۰۰۰۵ | 1991 GL7        | ۸ آوریل ۱۹۹۱    |
| ۲۰۰۰۵ | 1991            | GH۱۱            |
| ۲۰۰۰۷ | Marybrown       | ۷ ژوئن ۱۹۹۱     |
| ۲۰۰۰۸ | 1991 NG3        | ۴ ژوئیه ۱۹۹۱    |
| ۲۰۰۰۸ | 1991 OY         | ۱۸ ژوئیه ۱۹۹۱   |
| ۲۰۰۱۰ | 1991 PN2        | ۲ اوت ۱۹۹۱      |
| ۲۰۰۱۱ | 1991 PD13       | ۵ اوت ۱۹۹۱      |
| ۲۰۰۱۲ | Ranke           | ۱۳ سپتامبر ۱۹۹۱ |
| ۲۰۰۱۳ | 1991 RT26       | ۱۱ سپتامبر ۱۹۹۱ |
| ۲۰۰۱۴ | 1991 RM29       | ۱۳ سپتامبر ۱۹۹۱ |
| ۲۰۰۱۴ | 1991 SR         | ۳۰ سپتامبر ۱۹۹۱ |
| ۲۰۰۱۶ | Rietschel       | ۸ اکتبر ۱۹۹۱    |
| ۲۰۰۱۷ | Alixcatherine   | ۲ اکتبر ۱۹۹۱    |
| ۲۰۰۱۸ | 1991 UJ2        | ۲۹ اکتبر ۱۹۹۱   |
| ۲۰۰۱۹ | Yukiotanaka     | ۲ نوامبر ۱۹۹۱   |
| ۲۰۰۱۹ | 1991 VT         | ۴ نوامبر ۱۹۹۱   |
| ۲۰۰۲۱ | 1991 VM6        | ۶ نوامبر ۱۹۹۱   |
| ۲۰۰۲۲ | 1991 VO7        | ۳ نوامبر ۱۹۹۱   |
| ۲۰۰۲۲ | 1992 AR         | ۹ ژانویه ۱۹۹۲   |
| ۲۰۰۲۴ | Mayremartinez   | ۳۰ ژانویه ۱۹۹۲  |
| ۲۰۰۲۵ | 1992 DU7        | ۲۹ فوریه ۱۹۹۲   |
| ۲۰۰۲۶ | 1992 EP11       | ۶ مارس ۱۹۹۲     |
| ۲۰۰۲۷ | 1992 EY14       | ۱ مارس ۱۹۹۲     |
| ۲۰۰۲۸ | 1992 EZ21       | ۱ مارس ۱۹۹۲     |
| ۲۰۰۲۹ | 1992 EB24       | ۲ مارس ۱۹۹۲     |
| ۲۰۰۳۰ | 1992 EN30       | ۱ مارس ۱۹۹۲     |
| ۲۰۰۳۰ | 1992 OO         | ۲۷ ژوئیه ۱۹۹۲   |
| ۲۰۰۳۰ | 1992 PU         | ۸ اوت ۱۹۹۲      |
| ۲۰۰۳۳ | 1992 PR1        | ۸ اوت ۱۹۹۲      |
| ۲۰۰۳۴ | 1992 PK2        | ۲ اوت ۱۹۹۲      |
| ۲۰۰۳۵ | 1992 SA4        | ۲۴ سپتامبر ۱۹۹۲ |
| ۲۰۰۳۶ | 1992 UW1        | ۲۱ اکتبر ۱۹۹۲   |
| ۲۰۰۳۷ | Duke            | ۲۰ اکتبر ۱۹۹۲   |
| ۲۰۰۳۸ | 1992 UN5        | ۲۶ اکتبر ۱۹۹۲   |
| ۲۰۰۳۸ | 1992 WJ         | ۱۶ نوامبر ۱۹۹۲  |
| ۲۰۰۴۰ | 1992 WT3        | ۲۱ نوامبر ۱۹۹۲  |
| ۲۰۰۴۰ | 1992 YH         | ۱۸ دسامبر ۱۹۹۲  |
| ۲۰۰۴۲ | 1993 CK1        | ۱۵ فوریه ۱۹۹۳   |
| ۲۰۰۴۳ | Ellenmacarthur  | ۲ مارس ۱۹۹۳     |
| ۲۰۰۴۴ | 1993 FV1        | ۲۳ مارس ۱۹۹۳    |
| ۲۰۰۴۵ | 1993 FV11       | ۱۷ مارس ۱۹۹۳    |
| ۲۰۰۴۶ | 1993 FE15       | ۱۷ مارس ۱۹۹۳    |
| ۲۰۰۴۷ | 1993 FD18       | ۱۷ مارس ۱۹۹۳    |
| ۲۰۰۴۸ | 1993 FF19       | ۱۷ مارس ۱۹۹۳    |
| ۲۰۰۴۹ | 1993 FZ20       | ۲۱ مارس ۱۹۹۳    |
| ۲۰۰۵۰ | 1993 FO21       | ۲۱ مارس ۱۹۹۳    |
| ۲۰۰۵۱ | 1993 FE26       | ۲۱ مارس ۱۹۹۳    |
| ۲۰۰۵۲ | 1993 FS27       | ۲۱ مارس ۱۹۹۳    |
| ۲۰۰۵۳ | 1993 FK29       | ۲۱ مارس ۱۹۹۳    |
| ۲۰۰۵۴ | 1993 FX37       | ۱۹ مارس ۱۹۹۳    |
| ۲۰۰۵۵ | 1993 FB47       | ۱۹ مارس ۱۹۹۳    |
| ۲۰۰۵۶ | 1993 FU64       | ۲۱ مارس ۱۹۹۳    |
| ۲۰۰۵۶ | 1993 GC         | ۱۳ آوریل ۱۹۹۳   |
| ۲۰۰۵۸ | 1993 OM8        | ۲۰ ژوئیه ۱۹۹۳   |
| ۲۰۰۵۹ | 1993 OY9        | ۲۰ ژوئیه ۱۹۹۳   |
| ۲۰۰۶۰ | Johannforster   | ۱۵ اوت ۱۹۹۳     |
| ۲۰۰۶۱ | 1993 QS1        | ۱۶ اوت ۱۹۹۳     |
| ۲۰۰۶۲ | 1993 QB3        | ۲۰ اوت ۱۹۹۳     |
| ۲۰۰۶۳ | 1993 RC4        | ۱۵ سپتامبر ۱۹۹۳ |
| ۲۰۰۶۴ | 1993 RV4        | ۱۵ سپتامبر ۱۹۹۳ |
| ۲۰۰۶۵ | 1993 RK5        | ۱۵ سپتامبر ۱۹۹۳ |
| ۲۰۰۶۶ | 1993 TM4        | ۸ اکتبر ۱۹۹۳    |
| ۲۰۰۶۷ | 1993 TN24       | ۹ اکتبر ۱۹۹۳    |
| ۲۰۰۶۸ | 1993 TE34       | ۹ اکتبر ۱۹۹۳    |
| ۲۰۰۶۹ | 1993 TD37       | ۹ اکتبر ۱۹۹۳    |
| ۲۰۰۷۰ | Koichiyuko      | ۸ دسامبر ۱۹۹۳   |
| ۲۰۰۷۰ | 1994 AG         | ۲ ژانویه ۱۹۹۴   |
| ۲۰۰۷۲ | 1994 AG1        | ۷ ژانویه ۱۹۹۴   |
| ۲۰۰۷۳ | Yumiko          | ۹ ژانویه ۱۹۹۴   |
| ۲۰۰۷۴ | Laskerschueler  | ۱۴ ژانویه ۱۹۹۴  |
| ۲۰۰۷۴ | 1994 BX         | ۱۹ ژانویه ۱۹۹۴  |
| ۲۰۰۷۶ | 1994 BH1        | ۲۳ ژانویه ۱۹۹۴  |
| ۲۰۰۷۷ | 1994 CX9        | ۷ فوریه ۱۹۹۴    |
| ۲۰۰۷۸ | 1994 CO16       | ۸ فوریه ۱۹۹۴    |
| ۲۰۰۷۸ | 1994 EP         | ۴ مارس ۱۹۹۴     |
| ۲۰۰۸۰ | 1994 EO1        | ۷ مارس ۱۹۹۴     |
| ۲۰۰۸۱ | Occhialini      | ۱۲ مارس ۱۹۹۴    |
| ۲۰۰۸۲ | 1994 EG7        | ۹ مارس ۱۹۹۴     |
| ۲۰۰۸۲ | 1994 GE         | ۳ آوریل ۱۹۹۴    |
| ۲۰۰۸۴ | Buckmaster      | ۶ آوریل ۱۹۹۴    |
| ۲۰۰۸۴ | 1994 LC         | ۱ ژوئن ۱۹۹۴     |
| ۲۰۰۸۴ | 1994 LW         | ۱۲ ژوئن ۱۹۹۴    |
| ۲۰۰۸۷ | 1994 PC7        | ۱۰ اوت ۱۹۹۴     |
| ۲۰۰۸۸ | 1994 PQ10       | ۱۰ اوت ۱۹۹۴     |
| ۲۰۰۸۹ | 1994 PA14       | ۱۰ اوت ۱۹۹۴     |
| ۲۰۰۹۰ | 1994 PN16       | ۱۰ اوت ۱۹۹۴     |
| ۲۰۰۹۱ | 1994 PK20       | ۱۲ اوت ۱۹۹۴     |
| ۲۰۰۹۲ | 1994 PL22       | ۱۲ اوت ۱۹۹۴     |
| ۲۰۰۹۳ | 1994 PN22       | ۱۲ اوت ۱۹۹۴     |
| ۲۰۰۹۴ | 1994 PS26       | ۱۲ اوت ۱۹۹۴     |
| ۲۰۰۹۵ | 1994 PG35       | ۱۰ اوت ۱۹۹۴     |
| ۲۰۰۹۵ | 1994 TZ         | ۲ اکتبر ۱۹۹۴    |
| ۲۰۰۹۷ | 1994 UL2        | ۳۱ اکتبر ۱۹۹۴   |
| ۲۰۰۹۸ | 1994 WC2        | ۲۴ نوامبر ۱۹۹۴  |
| ۲۰۰۹۹ | 1994 WB3        | ۲۸ نوامبر ۱۹۹۴  |
| ۲۰۰۹۹ | 1994 XM         | ۴ دسامبر ۱۹۹۴   |
| ۲۰۱۰۱ | 1994 XM2        | ۱ دسامبر ۱۹۹۴   |
| ۲۰۱۰۲ | Takasago        | ۳۱ ژانویه ۱۹۹۵  |
| ۲۰۱۰۲ | Takasago        | JK              |
| ۲۰۱۰۲ | 1995 OU         | ۲۴ ژوئیه ۱۹۹۵   |
| ۲۰۱۰۵ | 1995 OS1        | ۱۹ ژوئیه ۱۹۹۵   |
| ۲۰۱۰۶ | Morton          | ۲۰ اوت ۱۹۹۵     |
| ۲۰۱۰۷ | Nanyotenmondai  | ۲۸ اوت ۱۹۹۵     |
| ۲۰۱۰۸ | 1995 QZ9        | ۲۹ اوت ۱۹۹۵     |
| ۲۰۱۰۹ | Alicelandis     | ۱۲ سپتامبر ۱۹۹۵ |
| ۲۰۱۱۰ | 1995 SS2        | ۲۰ سپتامبر ۱۹۹۵ |
| ۲۰۱۱۱ | 1995 SO5        | ۲۲ سپتامبر ۱۹۹۵ |
| ۲۰۱۱۲ | 1995 SD31       | ۲۰ سپتامبر ۱۹۹۵ |
| ۲۰۱۱۳ | 1995 SL35       | ۲۲ سپتامبر ۱۹۹۵ |
| ۲۰۱۱۴ | 1995 UQ44       | ۲۶ اکتبر ۱۹۹۵   |
| ۲۰۱۱۵ | 1995 VC1        | ۱۲ نوامبر ۱۹۹۵  |
| ۲۰۱۱۶ | 1995 VE1        | ۱۵ نوامبر ۱۹۹۵  |
| ۲۰۱۱۷ | 1995 VN1        | ۱۵ نوامبر ۱۹۹۵  |
| ۲۰۱۱۷ | 1995 WX         | ۱۷ نوامبر ۱۹۹۵  |
| ۲۰۱۱۹ | 1995 WC2        | ۱۸ نوامبر ۱۹۹۵  |
| ۲۰۱۲۰ | Ryugatake       | ۲۴ نوامبر ۱۹۹۵  |
| ۲۰۱۲۱ | 1995 WT7        | ۲۷ نوامبر ۱۹۹۵  |
| ۲۰۱۲۲ | 1995 WH17       | ۲۸ نوامبر ۱۹۹۵  |
| ۲۰۱۲۳ | 1995 WD32       | ۱۹ نوامبر ۱۹۹۵  |
| ۲۰۱۲۴ | 1995 WJ36       | ۲۱ نوامبر ۱۹۹۵  |
| ۲۰۱۲۴ | 1995 YK         | ۱۷ دسامبر ۱۹۹۵  |
| ۲۰۱۲۶ | 1995 YM9        | ۱۸ دسامبر ۱۹۹۵  |
| ۲۰۱۲۷ | 1995 YV22       | ۱۹ دسامبر ۱۹۹۵  |
| ۲۰۱۲۷ | 1996 AK         | ۷ ژانویه ۱۹۹۶   |
| ۲۰۱۲۹ | 1996 BE1        | ۱۸ ژانویه ۱۹۹۶  |
| ۲۰۱۳۰ | 1996 BO1        | ۱۶ ژانویه ۱۹۹۶  |
| ۲۰۱۳۱ | 1996 BP3        | ۲۷ ژانویه ۱۹۹۶  |
| ۲۰۱۳۲ | 1996 BK13       | ۲۱ ژانویه ۱۹۹۶  |
| ۲۰۱۳۳ | 1996 CO2        | ۱۲ فوریه ۱۹۹۶   |
| ۲۰۱۳۴ | 1996 GT2        | ۸ آوریل ۱۹۹۶    |
| ۲۰۱۳۵ | Juels           | ۷ مه ۱۹۹۶       |
| ۲۰۱۳۶ | Eisenhart       | ۸ ژوئیه ۱۹۹۶    |
| ۲۰۱۳۷ | 1996 PX8        | ۸ اوت ۱۹۹۶      |
| ۲۰۱۳۷ | 1996 QP         | ۱۷ اوت ۱۹۹۶     |
| ۲۰۱۳۷ | 1996 QU         | ۱۹ اوت ۱۹۹۶     |
| ۲۰۱۴۰ | Costitx         | ۲۳ اوت ۱۹۹۶     |
| ۲۰۱۴۱ | Markidger       | ۱۳ سپتامبر ۱۹۹۶ |
| ۲۰۱۴۲ | 1996 RC12       | ۸ سپتامبر ۱۹۹۶  |
| ۲۰۱۴۳ | 1996 RQ16       | ۱۳ سپتامبر ۱۹۹۶ |
| ۲۰۱۴۴ | 1996 RA33       | ۱۵ سپتامبر ۱۹۹۶ |
| ۲۰۱۴۵ | 1996 SS4        | ۲۰ سپتامبر ۱۹۹۶ |
| ۲۰۱۴۶ | 1996 SM7        | ۳۰ سپتامبر ۱۹۹۶ |
| ۲۰۱۴۷ | 1996 SV7        | ۱۸ سپتامبر ۱۹۹۶ |
| ۲۰۱۴۷ | 1996 TR         | ۴ اکتبر ۱۹۹۶    |
| ۲۰۱۴۹ | 1996 TX3        | ۸ اکتبر ۱۹۹۶    |
| ۲۰۱۵۰ | 1996 TJ6        | ۵ اکتبر ۱۹۹۶    |
| ۲۰۱۵۱ | Utsunomiya      | ۵ اکتبر ۱۹۹۶    |
| ۲۰۱۵۲ | 1996 TQ7        | ۹ اکتبر ۱۹۹۶    |
| ۲۰۱۵۳ | 1996 TC8        | ۱۲ اکتبر ۱۹۹۶   |
| ۲۰۱۵۴ | 1996 TO10       | ۹ اکتبر ۱۹۹۶    |
| ۲۰۱۵۵ | Utewindolf      | ۱۳ اکتبر ۱۹۹۶   |
| ۲۰۱۵۶ | Herbwindolf     | ۱۳ اکتبر ۱۹۹۶   |
| ۲۰۱۵۷ | 1996 TS18       | ۴ اکتبر ۱۹۹۶    |
| ۲۰۱۵۸ | 1996 TD21       | ۵ اکتبر ۱۹۹۶    |
| ۲۰۱۵۹ | 1996 TM28       | ۷ اکتبر ۱۹۹۶    |
| ۲۰۱۶۰ | 1996 TH42       | ۸ اکتبر ۱۹۹۶    |
| ۲۰۱۶۱ | 1996 TR66       | ۸ اکتبر ۱۹۹۶    |
| ۲۰۱۶۱ | 1996 UD         | ۱۶ اکتبر ۱۹۹۶   |
| ۲۰۱۶۱ | 1996 UG         | ۱۶ اکتبر ۱۹۹۶   |
| ۲۰۱۶۴ | Janzajic        | ۹ نوامبر ۱۹۹۶   |
| ۲۰۱۶۵ | 1996 VT2        | ۱۰ نوامبر ۱۹۹۶  |
| ۲۰۱۶۶ | 1996 VQ4        | ۱۳ نوامبر ۱۹۹۶  |
| ۲۰۱۶۷ | 1996 VX4        | ۱۳ نوامبر ۱۹۹۶  |
| ۲۰۱۶۸ | 1996 VY4        | ۱۳ نوامبر ۱۹۹۶  |
| ۲۰۱۶۹ | 1996 VG11       | ۴ نوامبر ۱۹۹۶   |
| ۲۰۱۷۰ | 1996 VM30       | ۷ نوامبر ۱۹۹۶   |
| ۲۰۱۷۱ | 1996 WC2        | ۳۰ نوامبر ۱۹۹۶  |
| ۲۰۱۷۲ | 1996 XT16       | ۴ دسامبر ۱۹۹۶   |
| ۲۰۱۷۳ | 1996 XO19       | ۸ دسامبر ۱۹۹۶   |
| ۲۰۱۷۴ | Eisenstein      | ۱۳ دسامبر ۱۹۹۶  |
| ۲۰۱۷۵ | 1996 XJ27       | ۷ دسامبر ۱۹۹۶   |
| ۲۰۱۷۶ | 1996 XK29       | ۱۳ دسامبر ۱۹۹۶  |
| ۲۰۱۷۷ | 1996 XP29       | ۱۳ دسامبر ۱۹۹۶  |
| ۲۰۱۷۸ | 1996 XE31       | ۱۴ دسامبر ۱۹۹۶  |
| ۲۰۱۷۹ | 1996 XX31       | ۱۲ دسامبر ۱۹۹۶  |
| ۲۰۱۸۰ | 1996 YG1        | ۲۷ دسامبر ۱۹۹۶  |
| ۲۰۱۸۱ | 1996 YC2        | ۲۲ دسامبر ۱۹۹۶  |
| ۲۰۱۸۱ | 1997 AS         | ۲ ژانویه ۱۹۹۷   |
| ۲۰۱۸۳ | 1997 AD1        | ۲ ژانویه ۱۹۹۷   |
| ۲۰۱۸۴ | 1997 AM4        | ۶ ژانویه ۱۹۹۷   |
| ۲۰۱۸۵ | 1997 AC7        | ۹ ژانویه ۱۹۹۷   |
| ۲۰۱۸۶ | 1997 AD8        | ۲ ژانویه ۱۹۹۷   |
| ۲۰۱۸۷ | Janapittichova  | ۱۴ ژانویه ۱۹۹۷  |
| ۲۰۱۸۸ | 1997 AC18       | ۱۵ ژانویه ۱۹۹۷  |
| ۲۰۱۸۹ | 1997 BS2        | ۳۰ ژانویه ۱۹۹۷  |
| ۲۰۱۹۰ | 1997 BZ2        | ۳۰ ژانویه ۱۹۹۷  |
| ۲۰۱۹۱ | 1997 BS3        | ۳۱ ژانویه ۱۹۹۷  |
| ۲۰۱۹۲ | 1997 BE4        | ۳۱ ژانویه ۱۹۹۷  |
| ۲۰۱۹۳ | 1997 BH8        | ۱۸ ژانویه ۱۹۹۷  |
| ۲۰۱۹۴ | 1997 BH9        | ۳۰ ژانویه ۱۹۹۷  |
| ۲۰۱۹۵ | 1997 BS9        | ۳۰ ژانویه ۱۹۹۷  |
| ۲۰۱۹۶ | 1997 CP19       | ۱۱ فوریه ۱۹۹۷   |
| ۲۰۱۹۷ | Enriques        | ۱۴ فوریه ۱۹۹۷   |
| ۲۰۱۹۸ | 1997 CL28       | ۱۳ فوریه ۱۹۹۷   |
| ۲۰۱۹۸ | 1997 DR         | ۲۸ فوریه ۱۹۹۷   |
| ۲۰۲۰۰ | Donbacky        | ۲۸ فوریه ۱۹۹۷   |
| ۲۰۲۰۱ | 1997 EK6        | ۶ مارس ۱۹۹۷     |
| ۲۰۲۰۲ | 1997 EC25       | ۷ مارس ۱۹۹۷     |
| ۲۰۲۰۳ | 1997 ED25       | ۷ مارس ۱۹۹۷     |
| ۲۰۲۰۴ | Yuudurunosato   | ۱ مارس ۱۹۹۷     |
| ۲۰۲۰۵ | 1997 EJ34       | ۴ مارس ۱۹۹۷     |
| ۲۰۲۰۶ | 1997 FA4        | ۳۱ مارس ۱۹۹۷    |
| ۲۰۲۰۷ | 1997 FB4        | ۳۱ مارس ۱۹۹۷    |
| ۲۰۲۰۸ | 1997 FC4        | ۳۱ مارس ۱۹۹۷    |
| ۲۰۲۰۹ | 1997 FE5        | ۳۰ مارس ۱۹۹۷    |
| ۲۰۲۱۰ | 1997 GQ7        | ۲ آوریل ۱۹۹۷    |
| ۲۰۲۱۱ | 1997 GK8        | ۲ آوریل ۱۹۹۷    |
| ۲۰۲۱۲ | 1997 GR8        | ۳ آوریل ۱۹۹۷    |
| ۲۰۲۱۳ | 1997 GE20       | ۵ آوریل ۱۹۹۷    |
| ۲۰۲۱۴ | 1997 GL21       | ۶ آوریل ۱۹۹۷    |
| ۲۰۲۱۵ | 1997 GQ26       | ۷ آوریل ۱۹۹۷    |
| ۲۰۲۱۶ | 1997 GS27       | ۹ آوریل ۱۹۹۷    |
| ۲۰۲۱۷ | 1997 GK33       | ۳ آوریل ۱۹۹۷    |
| ۲۰۲۱۸ | 1997 GT34       | ۳ آوریل ۱۹۹۷    |
| ۲۰۲۱۹ | 1997 GP36       | ۶ آوریل ۱۹۹۷    |
| ۲۰۲۲۰ | 1997 GA40       | ۷ آوریل ۱۹۹۷    |
| ۲۰۲۲۱ | 1997 HV8        | ۳۰ آوریل ۱۹۹۷   |
| ۲۰۲۲۲ | 1997 HP11       | ۳۰ آوریل ۱۹۹۷   |
| ۲۰۲۲۳ | 1997 HK16       | ۳۰ آوریل ۱۹۹۷   |
| ۲۰۲۲۴ | 1997 JR13       | ۳ مه ۱۹۹۷       |
| ۲۰۲۲۵ | 1997 MG1        | ۲۶ ژوئن ۱۹۹۷    |
| ۲۰۲۲۶ | 1997 NG6        | ۱۱ ژوئیه ۱۹۹۷   |
| ۲۰۲۲۷ | 1997 WS35       | ۲۹ نوامبر ۱۹۹۷  |
| ۲۰۲۲۸ | Jeanmarcmari    | ۳ دسامبر ۱۹۹۷   |
| ۲۰۲۲۹ | 1997 XX4        | ۶ دسامبر ۱۹۹۷   |
| ۲۰۲۳۰ | Blanchard       | ۶ دسامبر ۱۹۹۷   |
| ۲۰۲۳۰ | 1997 YK         | ۱۸ دسامبر ۱۹۹۷  |
| ۲۰۲۳۲ | 1997 YK2        | ۲۱ دسامبر ۱۹۹۷  |
| ۲۰۲۳۳ | 1998 AZ6        | ۵ ژانویه ۱۹۹۸   |
| ۲۰۲۳۴ | Billgibson      | ۶ ژانویه ۱۹۹۸   |
| ۲۰۲۳۵ | 1998 BA7        | ۲۴ ژانویه ۱۹۹۸  |
| ۲۰۲۳۶ | 1998 BZ7        | ۲۴ ژانویه ۱۹۹۸  |
| ۲۰۲۳۷ | 1998 CC3        | ۶ فوریه ۱۹۹۸    |
| ۲۰۲۳۸ | 1998 DT7        | ۲۳ فوریه ۱۹۹۸   |
| ۲۰۲۳۹ | 1998 DT12       | ۲۴ فوریه ۱۹۹۸   |
| ۲۰۲۴۰ | 1998 DC13       | ۲۴ فوریه ۱۹۹۸   |
| ۲۰۲۴۱ | 1998 DV23       | ۲۷ فوریه ۱۹۹۸   |
| ۲۰۲۴۲ | Sagot           | ۲۷ فوریه ۱۹۹۸   |
| ۲۰۲۴۳ | 1998 DB36       | ۲۵ فوریه ۱۹۹۸   |
| ۲۰۲۴۳ | 1998 EF         | ۱ مارس ۱۹۹۸     |
| ۲۰۲۴۵ | 1998 EL5        | ۱ مارس ۱۹۹۸     |
| ۲۰۲۴۶ | Frappa          | ۱ مارس ۱۹۹۸     |
| ۲۰۲۴۷ | 1998 EB9        | ۲ مارس ۱۹۹۸     |
| ۲۰۲۴۸ | 1998 EE10       | ۲ مارس ۱۹۹۸     |
| ۲۰۲۴۹ | 1998 EM10       | ۱ مارس ۱۹۹۸     |
| ۲۰۲۵۰ | 1998 EP11       | ۱ مارس ۱۹۹۸     |
| ۲۰۲۵۱ | 1998 EA12       | ۱ مارس ۱۹۹۸     |
| ۲۰۲۵۲ | 1998 EY13       | ۱ مارس ۱۹۹۸     |
| ۲۰۲۵۳ | 1998 EJ21       | ۱ مارس ۱۹۹۸     |
| ۲۰۲۵۴ | Upice           | ۲۱ مارس ۱۹۹۸    |
| ۲۰۲۵۵ | 1998 FX2        | ۲۲ مارس ۱۹۹۸    |
| ۲۰۲۵۶ | Adolfneckar     | ۲۳ مارس ۱۹۹۸    |
| ۲۰۲۵۷ | 1998 FL6        | ۱۸ مارس ۱۹۹۸    |
| ۲۰۲۵۸ | 1998 FF10       | ۲۴ مارس ۱۹۹۸    |
| ۲۰۲۵۹ | Alanhoffman     | ۲۴ مارس ۱۹۹۸    |
| ۲۰۲۶۰ | 1998 FL11       | ۲۲ مارس ۱۹۹۸    |
| ۲۰۲۶۱ | 1998 FM12       | ۱۹ مارس ۱۹۹۸    |
| ۲۰۲۶۲ | 1998 FB14       | ۲۵ مارس ۱۹۹۸    |
| ۲۰۲۶۳ | 1998 FF16       | ۲۵ مارس ۱۹۹۸    |
| ۲۰۲۶۴ | Chauhan         | ۲۰ مارس ۱۹۹۸    |
| ۲۰۲۶۵ | Yuyinchen       | ۲۰ مارس ۱۹۹۸    |
| ۲۰۲۶۶ | Danielchoi      | ۲۰ مارس ۱۹۹۸    |
| ۲۰۲۶۷ | 1998 FU27       | ۲۰ مارس ۱۹۹۸    |
| ۲۰۲۶۸ | Racollier       | ۲۰ مارس ۱۹۹۸    |
| ۲۰۲۶۹ | 1998 FF28       | ۲۰ مارس ۱۹۹۸    |
| ۲۰۲۷۰ | Phildeutsch     | ۲۰ مارس ۱۹۹۸    |
| ۲۰۲۷۱ | Allygoldberg    | ۲۰ مارس ۱۹۹۸    |
| ۲۰۲۷۲ | Duyha           | ۲۰ مارس ۱۹۹۸    |
| ۲۰۲۷۳ | 1998 FO37       | ۲۰ مارس ۱۹۹۸    |
| ۲۰۲۷۴ | Halperin        | ۲۰ مارس ۱۹۹۸    |
| ۲۰۲۷۵ | 1998 FR41       | ۲۰ مارس ۱۹۹۸    |
| ۲۰۲۷۶ | 1998 FO42       | ۲۰ مارس ۱۹۹۸    |
| ۲۰۲۷۷ | 1998 FL44       | ۲۰ مارس ۱۹۹۸    |
| ۲۰۲۷۸ | Qileihang       | ۲۰ مارس ۱۹۹۸    |
| ۲۰۲۷۹ | Harel           | ۲۰ مارس ۱۹۹۸    |
| ۲۰۲۸۰ | 1998 FQ49       | ۲۰ مارس ۱۹۹۸    |
| ۲۰۲۸۱ | Kathartman      | ۲۰ مارس ۱۹۹۸    |
| ۲۰۲۸۲ | Hedberg         | ۲۰ مارس ۱۹۹۸    |
| ۲۰۲۸۳ | Elizaheller     | ۲۰ مارس ۱۹۹۸    |
| ۲۰۲۸۴ | Andreilevin     | ۲۰ مارس ۱۹۹۸    |
| ۲۰۲۸۵ | Lubin           | ۲۰ مارس ۱۹۹۸    |
| ۲۰۲۸۶ | Michta          | ۲۰ مارس ۱۹۹۸    |
| ۲۰۲۸۷ | Munteanu        | ۲۰ مارس ۱۹۹۸    |
| ۲۰۲۸۸ | Nachbaur        | ۲۰ مارس ۱۹۹۸    |
| ۲۰۲۸۹ | Nettimi         | ۲۰ مارس ۱۹۹۸    |
| ۲۰۲۹۰ | Seanraj         | ۲۰ مارس ۱۹۹۸    |
| ۲۰۲۹۱ | Raumurthy       | ۲۰ مارس ۱۹۹۸    |
| ۲۰۲۹۲ | Eduardreznik    | ۲۰ مارس ۱۹۹۸    |
| ۲۰۲۹۳ | Sirichelson     | ۲۰ مارس ۱۹۹۸    |
| ۲۰۲۹۴ | 1998 FA73       | ۲۷ مارس ۱۹۹۸    |
| ۲۰۲۹۵ | 1998 FF75       | ۲۴ مارس ۱۹۹۸    |
| ۲۰۲۹۶ | Shayestorm      | ۲۴ مارس ۱۹۹۸    |
| ۲۰۲۹۷ | 1998 FQ76       | ۲۴ مارس ۱۹۹۸    |
| ۲۰۲۹۸ | Gordonsu        | ۲۴ مارس ۱۹۹۸    |
| ۲۰۲۹۹ | 1998 FH78       | ۲۴ مارس ۱۹۹۸    |
| ۲۰۳۰۰ | Arjunsuri       | ۲۴ مارس ۱۹۹۸    |
| ۲۰۳۰۱ | Thakur          | ۳۱ مارس ۱۹۹۸    |
| ۲۰۳۰۲ | Kevinwang       | ۳۱ مارس ۱۹۹۸    |
| ۲۰۳۰۳ | Lindwestrick    | ۳۱ مارس ۱۹۹۸    |
| ۲۰۳۰۴ | Wolfson         | ۳۱ مارس ۱۹۹۸    |
| ۲۰۳۰۵ | Feliciayen      | ۳۱ مارس ۱۹۹۸    |
| ۲۰۳۰۶ | Richarnold      | ۳۱ مارس ۱۹۹۸    |
| ۲۰۳۰۷ | Johnbarnes      | ۳۱ مارس ۱۹۹۸    |
| ۲۰۳۰۸ | 1998 FP109      | ۳۱ مارس ۱۹۹۸    |
| ۲۰۳۰۹ | Batalden        | ۳۱ مارس ۱۹۹۸    |
| ۲۰۳۱۰ | 1998 FD117      | ۳۱ مارس ۱۹۹۸    |
| ۲۰۳۱۱ | Nancycarter     | ۳۱ مارس ۱۹۹۸    |
| ۲۰۳۱۲ | Danahy          | ۳۱ مارس ۱۹۹۸    |
| ۲۰۳۱۳ | Fredrikson      | ۲۰ مارس ۱۹۹۸    |
| ۲۰۳۱۴ | Johnharrison    | ۲۸ مارس ۱۹۹۸    |
| ۲۰۳۱۵ | 1998 FD130      | ۲۲ مارس ۱۹۹۸    |
| ۲۰۳۱۶ | Jerahalpern     | ۲۸ مارس ۱۹۹۸    |
| ۲۰۳۱۷ | Hendrickson     | ۲۹ مارس ۱۹۹۸    |
| ۲۰۳۱۷ | 1998 GZ         | ۳ آوریل ۱۹۹۸    |
| ۲۰۳۱۹ | 1998 GK1        | ۵ آوریل ۱۹۹۸    |
| ۲۰۳۲۰ | 1998 GH8        | ۲ آوریل ۱۹۹۸    |
| ۲۰۳۲۱ | Lightdonovan    | ۱۸ آوریل ۱۹۹۸   |
| ۲۰۳۲۲ | 1998 HZ20       | ۲۰ آوریل ۱۹۹۸   |
| ۲۰۳۲۳ | Tomlindstom     | ۲۰ آوریل ۱۹۹۸   |
| ۲۰۳۲۴ | Johnmahoney     | ۲۰ آوریل ۱۹۹۸   |
| ۲۰۳۲۵ | 1998 HO27       | ۲۱ آوریل ۱۹۹۸   |
| ۲۰۳۲۶ | 1998 HG37       | ۲۰ آوریل ۱۹۹۸   |
| ۲۰۳۲۷ | 1998 HQ39       | ۲۰ آوریل ۱۹۹۸   |
| ۲۰۳۲۸ | 1998 HS42       | ۳۰ آوریل ۱۹۹۸   |
| ۲۰۳۲۹ | Manfro          | ۲۰ آوریل ۱۹۹۸   |
| ۲۰۳۳۰ | Manwell         | ۲۰ آوریل ۱۹۹۸   |
| ۲۰۳۳۱ | Bijemarks       | ۲۰ آوریل ۱۹۹۸   |
| ۲۰۳۳۲ | 1998 HO49       | ۲۵ آوریل ۱۹۹۸   |
| ۲۰۳۳۳ | Johannhuth      | ۲۵ آوریل ۱۹۹۸   |
| ۲۰۳۳۴ | Glewitsky       | ۲۵ آوریل ۱۹۹۸   |
| ۲۰۳۳۵ | Charmartell     | ۲۱ آوریل ۱۹۹۸   |
| ۲۰۳۳۶ | Gretamills      | ۲۱ آوریل ۱۹۹۸   |
| ۲۰۳۳۷ | Naeve           | ۲۱ آوریل ۱۹۹۸   |
| ۲۰۳۳۸ | Elainepappas    | ۲۱ آوریل ۱۹۹۸   |
| ۲۰۳۳۹ | Eileenreed      | ۲۱ آوریل ۱۹۹۸   |
| ۲۰۳۴۰ | Susanruder      | ۲۱ آوریل ۱۹۹۸   |
| ۲۰۳۴۱ | Alanstack       | ۲۱ آوریل ۱۹۹۸   |
| ۲۰۳۴۲ | Trinh           | ۲۱ آوریل ۱۹۹۸   |
| ۲۰۳۴۳ | Vaccariello     | ۲۱ آوریل ۱۹۹۸   |
| ۲۰۳۴۴ | 1998 HF103      | ۲۵ آوریل ۱۹۹۸   |
| ۲۰۳۴۵ | Davidvito       | ۲۳ آوریل ۱۹۹۸   |
| ۲۰۳۴۶ | 1998 HZ114      | ۲۳ آوریل ۱۹۹۸   |
| ۲۰۳۴۷ | Wunderlich      | ۲۳ آوریل ۱۹۹۸   |
| ۲۰۳۴۸ | 1998 HK122      | ۲۳ آوریل ۱۹۹۸   |
| ۲۰۳۴۹ | 1998 HU123      | ۲۳ آوریل ۱۹۹۸   |
| ۲۰۳۵۰ | 1998 HV125      | ۲۳ آوریل ۱۹۹۸   |
| ۲۰۳۵۱ | Kaborchardt     | ۱۸ آوریل ۱۹۹۸   |
| ۲۰۳۵۲ | Pinakibose      | ۱۹ آوریل ۱۹۹۸   |
| ۲۰۳۵۳ | 1998 HD129      | ۱۹ آوریل ۱۹۹۸   |
| ۲۰۳۵۴ | Rebeccachan     | ۲۱ آوریل ۱۹۹۸   |
| ۲۰۳۵۵ | Saraclark       | ۲۱ آوریل ۱۹۹۸   |
| ۲۰۳۵۶ | 1998 HG147      | ۲۳ آوریل ۱۹۹۸   |
| ۲۰۳۵۷ | Shireendhir     | ۲۳ آوریل ۱۹۹۸   |
| ۲۰۳۵۸ | Dalem           | ۲۵ آوریل ۱۹۹۸   |
| ۲۰۳۵۸ | 1998 JR         | ۱ مه ۱۹۹۸       |
| ۲۰۳۶۰ | Holsapple       | ۱ مه ۱۹۹۸       |
| ۲۰۳۶۱ | Romanishin      | ۱ مه ۱۹۹۸       |
| ۲۰۳۶۲ | Trilling        | ۱ مه ۱۹۹۸       |
| ۲۰۳۶۳ | Komitov         | ۱۸ مه ۱۹۹۸      |
| ۲۰۳۶۴ | Zdenekmiler     | ۲۰ مه ۱۹۹۸      |
| ۲۰۳۶۵ | 1998 KD5        | ۲۴ مه ۱۹۹۸      |
| ۲۰۳۶۶ | Bonev           | ۲۳ مه ۱۹۹۸      |
| ۲۰۳۶۷ | Erikagibb       | ۲۳ مه ۱۹۹۸      |
| ۲۰۳۶۸ | 1998 KF10       | ۲۷ مه ۱۹۹۸      |
| ۲۰۳۶۹ | 1998 KE16       | ۲۲ مه ۱۹۹۸      |
| ۲۰۳۷۰ | 1998 KR29       | ۲۲ مه ۱۹۹۸      |
| ۲۰۳۷۱ | Ekladyous       | ۲۲ مه ۱۹۹۸      |
| ۲۰۳۷۲ | Juliafanning    | ۲۲ مه ۱۹۹۸      |
| ۲۰۳۷۳ | Fullmer         | ۲۲ مه ۱۹۹۸      |
| ۲۰۳۷۴ | 1998 KD38       | ۲۲ مه ۱۹۹۸      |
| ۲۰۳۷۵ | Sherrigerten    | ۲۲ مه ۱۹۹۸      |
| ۲۰۳۷۶ | Joyhines        | ۲۲ مه ۱۹۹۸      |
| ۲۰۳۷۷ | Jakubisin       | ۲۲ مه ۱۹۹۸      |
| ۲۰۳۷۸ | 1998 KZ46       | ۲۲ مه ۱۹۹۸      |
| ۲۰۳۷۹ | Christijohns    | ۲۲ مه ۱۹۹۸      |
| ۲۰۳۸۰ | 1998 KW47       | ۲۲ مه ۱۹۹۸      |
| ۲۰۳۸۱ | 1998 KX47       | ۲۲ مه ۱۹۹۸      |
| ۲۰۳۸۲ | 1998 KW49       | ۲۳ مه ۱۹۹۸      |
| ۲۰۳۸۳ | 1998 KU51       | ۲۳ مه ۱۹۹۸      |
| ۲۰۳۸۴ | 1998 KW51       | ۲۳ مه ۱۹۹۸      |
| ۲۰۳۸۵ | 1998 KS53       | ۲۳ مه ۱۹۹۸      |
| ۲۰۳۸۶ | 1998 KK54       | ۲۳ مه ۱۹۹۸      |
| ۲۰۳۸۷ | 1998 KP54       | ۲۳ مه ۱۹۹۸      |
| ۲۰۳۸۸ | 1998 KZ54       | ۲۳ مه ۱۹۹۸      |
| ۲۰۳۸۹ | 1998 KA55       | ۲۳ مه ۱۹۹۸      |
| ۲۰۳۹۰ | 1998 KK55       | ۲۳ مه ۱۹۹۸      |
| ۲۰۳۹۱ | 1998 KT55       | ۲۳ مه ۱۹۹۸      |
| ۲۰۳۹۲ | Mikeshepard     | ۱۹ ژوئن ۱۹۹۸    |
| ۲۰۳۹۳ | Kevinlane       | ۱۹ ژوئن ۱۹۹۸    |
| ۲۰۳۹۴ | Fatou           | ۲۸ ژوئن ۱۹۹۸    |
| ۲۰۳۹۵ | 1998 MY29       | ۲۴ ژوئن ۱۹۹۸    |
| ۲۰۳۹۶ | 1998 MF32       | ۲۴ ژوئن ۱۹۹۸    |
| ۲۰۳۹۷ | 1998 MR35       | ۲۴ ژوئن ۱۹۹۸    |
| ۲۰۳۹۷ | 1998 NQ         | ۱۱ ژوئیه ۱۹۹۸   |
| ۲۰۳۹۹ | Michaelesser    | ۲۰ ژوئیه ۱۹۹۸   |
| ۲۰۴۰۰ | 1998 OB4        | ۲۴ ژوئیه ۱۹۹۸   |
| ۲۰۴۰۱ | 1998 OX5        | ۲۱ ژوئیه ۱۹۹۸   |
| ۲۰۴۰۲ | 1998 OH6        | ۳۱ ژوئیه ۱۹۹۸   |
| ۲۰۴۰۳ | Attenborough    | ۲۲ ژوئیه ۱۹۹۸   |
| ۲۰۴۰۴ | 1998 OB14       | ۲۶ ژوئیه ۱۹۹۸   |
| ۲۰۴۰۵ | Barryburke      | ۲۴ اوت ۱۹۹۸     |
| ۲۰۴۰۶ | 1998 QJ13       | ۱۷ اوت ۱۹۹۸     |
| ۲۰۴۰۷ | 1998 QM20       | ۱۷ اوت ۱۹۹۸     |
| ۲۰۴۰۸ | 1998 QW31       | ۱۷ اوت ۱۹۹۸     |
| ۲۰۴۰۹ | 1998 QP43       | ۱۷ اوت ۱۹۹۸     |
| ۲۰۴۱۰ | 1998 QM51       | ۱۷ اوت ۱۹۹۸     |
| ۲۰۴۱۱ | 1998 QJ69       | ۲۴ اوت ۱۹۹۸     |
| ۲۰۴۱۲ | 1998 QG73       | ۲۴ اوت ۱۹۹۸     |
| ۲۰۴۱۳ | 1998 QY91       | ۲۸ اوت ۱۹۹۸     |
| ۲۰۴۱۴ | 1998 RH16       | ۹ سپتامبر ۱۹۹۸  |
| ۲۰۴۱۵ | Amandalu        | ۱۴ سپتامبر ۱۹۹۸ |
| ۲۰۴۱۶ | Mansour         | ۱۴ سپتامبر ۱۹۹۸ |
| ۲۰۴۱۷ | 1998 SA7        | ۲۰ سپتامبر ۱۹۹۸ |
| ۲۰۴۱۸ | 1998 SH71       | ۲۱ سپتامبر ۱۹۹۸ |
| ۲۰۴۱۹ | 1998 SE117      | ۲۶ سپتامبر ۱۹۹۸ |
| ۲۰۴۲۰ | Marashwhitman   | ۲۶ سپتامبر ۱۹۹۸ |
| ۲۰۴۲۱ | 1998 TG3        | ۱۴ اکتبر ۱۹۹۸   |
| ۲۰۴۲۲ | 1998 UE8        | ۲۳ اکتبر ۱۹۹۸   |
| ۲۰۴۲۳ | 1998 VN7        | ۱۰ نوامبر ۱۹۹۸  |
| ۲۰۴۲۴ | 1998 VF30       | ۱۰ نوامبر ۱۹۹۸  |
| ۲۰۴۲۵ | 1998 VD35       | ۱۵ نوامبر ۱۹۹۸  |
| ۲۰۴۲۶ | 1998 VW44       | ۱۳ نوامبر ۱۹۹۸  |
| ۲۰۴۲۷ | 1998 VX44       | ۱۳ نوامبر ۱۹۹۸  |
| ۲۰۴۲۸ | 1998 WG20       | ۱۸ نوامبر ۱۹۹۸  |
| ۲۰۴۲۹ | 1998 YN1        | ۱۶ دسامبر ۱۹۹۸  |
| ۲۰۴۳۰ | Stout           | ۱۰ ژانویه ۱۹۹۹  |
| ۲۰۴۳۱ | 1999 AA10       | ۱۳ ژانویه ۱۹۹۹  |
| ۲۰۴۳۲ | 1999 BD12       | ۲۲ ژانویه ۱۹۹۹  |
| ۲۰۴۳۳ | Prestinenza     | ۱۴ فوریه ۱۹۹۹   |
| ۲۰۴۳۴ | 1999 FM10       | ۲۱ مارس ۱۹۹۹    |
| ۲۰۴۳۵ | 1999 FU28       | ۱۹ مارس ۱۹۹۹    |
| ۲۰۴۳۶ | 1999 GA33       | ۱۲ آوریل ۱۹۹۹   |
| ۲۰۴۳۷ | 1999 JH1        | ۸ مه ۱۹۹۹       |
| ۲۰۴۳۸ | 1999 JP22       | ۱۰ مه ۱۹۹۹      |
| ۲۰۴۳۹ | 1999 JM28       | ۱۰ مه ۱۹۹۹      |
| ۲۰۴۴۰ | McClintock      | ۱۰ مه ۱۹۹۹      |
| ۲۰۴۴۱ | Elijahmena      | ۱۰ مه ۱۹۹۹      |
| ۲۰۴۴۲ | 1999 JK52       | ۱۰ مه ۱۹۹۹      |
| ۲۰۴۴۳ | 1999 JJ60       | ۱۰ مه ۱۹۹۹      |
| ۲۰۴۴۴ | Mamesser        | ۱۰ مه ۱۹۹۹      |
| ۲۰۴۴۵ | 1999 JN77       | ۱۲ مه ۱۹۹۹      |
| ۲۰۴۴۶ | 1999 JB80       | ۱۴ مه ۱۹۹۹      |
| ۲۰۴۴۷ | 1999 JR85       | ۱۵ مه ۱۹۹۹      |
| ۲۰۴۴۸ | 1999 JM96       | ۱۲ مه ۱۹۹۹      |
| ۲۰۴۴۹ | 1999 JM108      | ۱۳ مه ۱۹۹۹      |
| ۲۰۴۵۰ | Marymohammed    | ۱۳ مه ۱۹۹۹      |
| ۲۰۴۵۱ | Galeotti        | ۱۵ مه ۱۹۹۹      |
| ۲۰۴۵۲ | 1999 KG4        | ۲۰ مه ۱۹۹۹      |
| ۲۰۴۵۳ | 1999 KL6        | ۲۴ مه ۱۹۹۹      |
| ۲۰۴۵۴ | Pedrajo         | ۹ ژوئن ۱۹۹۹     |
| ۲۰۴۵۵ | Pennell         | ۹ ژوئن ۱۹۹۹     |
| ۲۰۴۵۶ | 1999 LX6        | ۸ ژوئن ۱۹۹۹     |
| ۲۰۴۵۷ | 1999 LX7        | ۱۰ ژوئن ۱۹۹۹    |
| ۲۰۴۵۸ | 1999 LZ21       | ۹ ژوئن ۱۹۹۹     |
| ۲۰۴۵۹ | 1999 LO26       | ۹ ژوئن ۱۹۹۹     |
| ۲۰۴۶۰ | Robwhiteley     | ۱۳ ژوئن ۱۹۹۹    |
| ۲۰۴۶۱ | Dioretsa        | ۸ ژوئن ۱۹۹۹     |
| ۲۰۴۶۲ | 1999 LZ31       | ۱۴ ژوئن ۱۹۹۹    |
| ۲۰۴۶۳ | 1999 MC1        | ۲۳ ژوئن ۱۹۹۹    |
| ۲۰۴۶۴ | 1999 MD1        | ۲۴ ژوئن ۱۹۹۹    |
| ۲۰۴۶۵ | Vervack         | ۲۰ ژوئن ۱۹۹۹    |
| ۲۰۴۶۶ | 1999 MW1        | ۲۰ ژوئن ۱۹۹۹    |
| ۲۰۴۶۷ | Hibbitts        | ۲۰ ژوئن ۱۹۹۹    |
| ۲۰۴۶۸ | Petercook       | ۱۳ ژوئیه ۱۹۹۹   |
| ۲۰۴۶۹ | Dudleymoore     | ۱۳ ژوئیه ۱۹۹۹   |
| ۲۰۴۷۰ | 1999 NZ5        | ۱۳ ژوئیه ۱۹۹۹   |
| ۲۰۴۷۱ | 1999 NK6        | ۱۳ ژوئیه ۱۹۹۹   |
| ۲۰۴۷۲ | Mollypettit     | ۱۳ ژوئیه ۱۹۹۹   |
| ۲۰۴۷۳ | 1999 NS8        | ۱۳ ژوئیه ۱۹۹۹   |
| ۲۰۴۷۴ | Reasoner        | ۱۳ ژوئیه ۱۹۹۹   |
| ۲۰۴۷۵ | 1999 NU11       | ۱۳ ژوئیه ۱۹۹۹   |
| ۲۰۴۷۶ | Chanarich       | ۱۳ ژوئیه ۱۹۹۹   |
| ۲۰۴۷۷ | Anastroda       | ۱۴ ژوئیه ۱۹۹۹   |
| ۲۰۴۷۸ | Rutenberg       | ۱۴ ژوئیه ۱۹۹۹   |
| ۲۰۴۷۹ | Celisaucier     | ۱۴ ژوئیه ۱۹۹۹   |
| ۲۰۴۸۰ | Antonschraut    | ۱۴ ژوئیه ۱۹۹۹   |
| ۲۰۴۸۱ | Sharples        | ۱۴ ژوئیه ۱۹۹۹   |
| ۲۰۴۸۲ | Dustinshea      | ۱۴ ژوئیه ۱۹۹۹   |
| ۲۰۴۸۳ | Sinay           | ۱۴ ژوئیه ۱۹۹۹   |
| ۲۰۴۸۴ | Janetsong       | ۱۴ ژوئیه ۱۹۹۹   |
| ۲۰۴۸۵ | 1999 NJ54       | ۱۲ ژوئیه ۱۹۹۹   |
| ۲۰۴۸۶ | 1999 NU56       | ۱۲ ژوئیه ۱۹۹۹   |
| ۲۰۴۸۷ | 1999 NJ62       | ۱۳ ژوئیه ۱۹۹۹   |
| ۲۰۴۸۸ | Pic-du-Midi     | ۱۷ ژوئیه ۱۹۹۹   |
| ۲۰۴۸۹ | 1999 OJ2        | ۲۲ ژوئیه ۱۹۹۹   |
| ۲۰۴۹۰ | 1999 OW2        | ۲۲ ژوئیه ۱۹۹۹   |
| ۲۰۴۹۱ | Ericstrege      | ۱۶ ژوئیه ۱۹۹۹   |
| ۲۰۴۹۲ | 1999 OC5        | ۱۶ ژوئیه ۱۹۹۹   |
| ۲۰۴۹۳ | 1999 OD5        | ۱۶ ژوئیه ۱۹۹۹   |
| ۲۰۴۹۴ | 1999 PM1        | ۳ اوت ۱۹۹۹      |
| ۲۰۴۹۴ | 1999            | PW۴             |
| ۲۰۴۹۶ | Jenik           | ۲۲ اوت ۱۹۹۹     |
| ۲۰۴۹۷ | Marenka         | ۴ سپتامبر ۱۹۹۹  |
| ۲۰۴۹۸ | 1999 RT1        | ۵ سپتامبر ۱۹۹۹  |
| ۲۰۴۹۹ | 1999 RZ2        | ۶ سپتامبر ۱۹۹۹  |
| ۲۰۵۰۰ | 1999 RP3        | ۴ سپتامبر ۱۹۹۹  |
| ۲۰۵۰۱ | 1999 RD10       | ۷ سپتامبر ۱۹۹۹  |
| ۲۰۵۰۲ | 1999 RG11       | ۷ سپتامبر ۱۹۹۹  |
| ۲۰۵۰۳ | Adamtazi        | ۷ سپتامبر ۱۹۹۹  |
| ۲۰۵۰۴ | 1999 RH15       | ۷ سپتامبر ۱۹۹۹  |
| ۲۰۵۰۵ | 1999 RE16       | ۷ سپتامبر ۱۹۹۹  |
| ۲۰۵۰۶ | 1999 RO17       | ۷ سپتامبر ۱۹۹۹  |
| ۲۰۵۰۷ | 1999 RU19       | ۷ سپتامبر ۱۹۹۹  |
| ۲۰۵۰۸ | 1999 RL25       | ۷ سپتامبر ۱۹۹۹  |
| ۲۰۵۰۹ | 1999 RL26       | ۷ سپتامبر ۱۹۹۹  |
| ۲۰۵۱۰ | 1999 RQ26       | ۷ سپتامبر ۱۹۹۹  |
| ۲۰۵۱۱ | 1999 RJ31       | ۸ سپتامبر ۱۹۹۹  |
| ۲۰۵۱۲ | Rothenberg      | ۱۰ سپتامبر ۱۹۹۹ |
| ۲۰۵۱۳ | Lazio           | ۱۰ سپتامبر ۱۹۹۹ |
| ۲۰۵۱۴ | 1999 RD34       | ۷ سپتامبر ۱۹۹۹  |
| ۲۰۵۱۵ | 1999 RO34       | ۱۱ سپتامبر ۱۹۹۹ |
| ۲۰۵۱۶ | 1999 RP34       | ۱۱ سپتامبر ۱۹۹۹ |
| ۲۰۵۱۷ | Judycrystal     | ۱۱ سپتامبر ۱۹۹۹ |
| ۲۰۵۱۸ | Rendtel         | ۱۲ سپتامبر ۱۹۹۹ |
| ۲۰۵۱۹ | 1999 RH36       | ۱۲ سپتامبر ۱۹۹۹ |
| ۲۰۵۲۰ | 1999 RC38       | ۱۳ سپتامبر ۱۹۹۹ |
| ۲۰۵۲۱ | 1999 RM38       | ۱۳ سپتامبر ۱۹۹۹ |
| ۲۰۵۲۲ | Yogeshwar       | ۱۳ سپتامبر ۱۹۹۹ |
| ۲۰۵۲۳ | 1999 RZ41       | ۱۳ سپتامبر ۱۹۹۹ |
| ۲۰۵۲۴ | Bustersikes     | ۱۳ سپتامبر ۱۹۹۹ |
| ۲۰۵۲۵ | 1999 RU43       | ۱۴ سپتامبر ۱۹۹۹ |
| ۲۰۵۲۶ | Bathompson      | ۷ سپتامبر ۱۹۹۹  |
| ۲۰۵۲۷ | Dajowestrich    | ۷ سپتامبر ۱۹۹۹  |
| ۲۰۵۲۸ | Kyleyawn        | ۷ سپتامبر ۱۹۹۹  |
| ۲۰۵۲۹ | Zwerling        | ۷ سپتامبر ۱۹۹۹  |
| ۲۰۵۳۰ | Johnayres       | ۷ سپتامبر ۱۹۹۹  |
| ۲۰۵۳۱ | Stevebabcock    | ۷ سپتامبر ۱۹۹۹  |
| ۲۰۵۳۲ | Benbilby        | ۷ سپتامبر ۱۹۹۹  |
| ۲۰۵۳۳ | Irmabonham      | ۷ سپتامبر ۱۹۹۹  |
| ۲۰۵۳۴ | Bozeman         | ۷ سپتامبر ۱۹۹۹  |
| ۲۰۵۳۵ | Marshburrows    | ۷ سپتامبر ۱۹۹۹  |
| ۲۰۵۳۶ | Tracicarter     | ۷ سپتامبر ۱۹۹۹  |
| ۲۰۵۳۷ | Sandraderosa    | ۷ سپتامبر ۱۹۹۹  |
| ۲۰۵۳۸ | 1999 RN84       | ۷ سپتامبر ۱۹۹۹  |
| ۲۰۵۳۹ | Gadberry        | ۷ سپتامبر ۱۹۹۹  |
| ۲۰۵۴۰ | Marhalpern      | ۷ سپتامبر ۱۹۹۹  |
| ۲۰۵۴۱ | 1999 RN93       | ۷ سپتامبر ۱۹۹۹  |
| ۲۰۵۴۲ | 1999 RD94       | ۷ سپتامبر ۱۹۹۹  |
| ۲۰۵۴۳ | 1999 RZ98       | ۷ سپتامبر ۱۹۹۹  |
| ۲۰۵۴۴ | Kimhansell      | ۸ سپتامبر ۱۹۹۹  |
| ۲۰۵۴۵ | Karenhowell     | ۸ سپتامبر ۱۹۹۹  |
| ۲۰۵۴۶ | 1999 RA105      | ۸ سپتامبر ۱۹۹۹  |
| ۲۰۵۴۷ | 1999 RD105      | ۸ سپتامبر ۱۹۹۹  |
| ۲۰۵۴۸ | 1999 RM107      | ۸ سپتامبر ۱۹۹۹  |
| ۲۰۵۴۹ | 1999 RH110      | ۸ سپتامبر ۱۹۹۹  |
| ۲۰۵۵۰ | 1999 RX110      | ۸ سپتامبر ۱۹۹۹  |
| ۲۰۵۵۱ | 1999 RE112      | ۹ سپتامبر ۱۹۹۹  |
| ۲۰۵۵۲ | 1999 RU112      | ۹ سپتامبر ۱۹۹۹  |
| ۲۰۵۵۳ | Donaldhowk      | ۹ سپتامبر ۱۹۹۹  |
| ۲۰۵۵۴ | 1999 RW114      | ۹ سپتامبر ۱۹۹۹  |
| ۲۰۵۵۵ | Jennings        | ۹ سپتامبر ۱۹۹۹  |
| ۲۰۵۵۶ | Midgekimble     | ۹ سپتامبر ۱۹۹۹  |
| ۲۰۵۵۷ | Davidkulka      | ۹ سپتامبر ۱۹۹۹  |
| ۲۰۵۵۸ | 1999 RN117      | ۹ سپتامبر ۱۹۹۹  |
| ۲۰۵۵۹ | Sheridanlamp    | ۹ سپتامبر ۱۹۹۹  |
| ۲۰۵۶۰ | 1999 RX118      | ۹ سپتامبر ۱۹۹۹  |
| ۲۰۵۶۱ | 1999 RE120      | ۹ سپتامبر ۱۹۹۹  |
| ۲۰۵۶۲ | 1999 RV120      | ۹ سپتامبر ۱۹۹۹  |
| ۲۰۵۶۳ | 1999 RG121      | ۹ سپتامبر ۱۹۹۹  |
| ۲۰۵۶۴ | Michaellane     | ۹ سپتامبر ۱۹۹۹  |
| ۲۰۵۶۵ | 1999 RR123      | ۹ سپتامبر ۱۹۹۹  |
| ۲۰۵۶۶ | Laurielee       | ۹ سپتامبر ۱۹۹۹  |
| ۲۰۵۶۷ | McQuarrie       | ۹ سپتامبر ۱۹۹۹  |
| ۲۰۵۶۸ | Migaki          | ۹ سپتامبر ۱۹۹۹  |
| ۲۰۵۶۹ | 1999 RP132      | ۹ سپتامبر ۱۹۹۹  |
| ۲۰۵۷۰ | Molchan         | ۹ سپتامبر ۱۹۹۹  |
| ۲۰۵۷۱ | Tiamorrison     | ۹ سپتامبر ۱۹۹۹  |
| ۲۰۵۷۲ | Celemorrow      | ۹ سپتامبر ۱۹۹۹  |
| ۲۰۵۷۳ | Garynadler      | ۹ سپتامبر ۱۹۹۹  |
| ۲۰۵۷۴ | Ochinero        | ۹ سپتامبر ۱۹۹۹  |
| ۲۰۵۷۵ | 1999 RL142      | ۹ سپتامبر ۱۹۹۹  |
| ۲۰۵۷۶ | Marieoertle     | ۹ سپتامبر ۱۹۹۹  |
| ۲۰۵۷۷ | 1999 RM148      | ۹ سپتامبر ۱۹۹۹  |
| ۲۰۵۷۸ | 1999 RH149      | ۹ سپتامبر ۱۹۹۹  |
| ۲۰۵۷۹ | 1999 RX149      | ۹ سپتامبر ۱۹۹۹  |
| ۲۰۵۸۰ | Marilpeters     | ۹ سپتامبر ۱۹۹۹  |
| ۲۰۵۸۱ | Prendergast     | ۹ سپتامبر ۱۹۹۹  |
| ۲۰۵۸۲ | Reichenbach     | ۹ سپتامبر ۱۹۹۹  |
| ۲۰۵۸۳ | Richthammer     | ۹ سپتامبر ۱۹۹۹  |
| ۲۰۵۸۴ | Brigidsavage    | ۹ سپتامبر ۱۹۹۹  |
| ۲۰۵۸۵ | Wentworth       | ۹ سپتامبر ۱۹۹۹  |
| ۲۰۵۸۶ | Elizkolod       | ۹ سپتامبر ۱۹۹۹  |
| ۲۰۵۸۷ | Jargoldman      | ۹ سپتامبر ۱۹۹۹  |
| ۲۰۵۸۸ | 1999 RM166      | ۹ سپتامبر ۱۹۹۹  |
| ۲۰۵۸۹ | Hennyadmoni     | ۹ سپتامبر ۱۹۹۹  |
| ۲۰۵۹۰ | Bongiovanni     | ۹ سپتامبر ۱۹۹۹  |
| ۲۰۵۹۱ | Sameergupta     | ۹ سپتامبر ۱۹۹۹  |
| ۲۰۵۹۲ | 1999 RV177      | ۹ سپتامبر ۱۹۹۹  |
| ۲۰۵۹۳ | Freilich        | ۹ سپتامبر ۱۹۹۹  |
| ۲۰۵۹۴ | 1999 RP183      | ۹ سپتامبر ۱۹۹۹  |
| ۲۰۵۹۵ | Ryanwisnoski    | ۹ سپتامبر ۱۹۹۹  |
| ۲۰۵۹۶ | 1999 RX188      | ۹ سپتامبر ۱۹۹۹  |
| ۲۰۵۹۷ | 1999 RA192      | ۱۱ سپتامبر ۱۹۹۹ |
| ۲۰۵۹۸ | 1999 RO194      | ۷ سپتامبر ۱۹۹۹  |
| ۲۰۵۹۹ | 1999 RD196      | ۸ سپتامبر ۱۹۹۹  |
| ۲۰۶۰۰ | Danieltse       | ۸ سپتامبر ۱۹۹۹  |
| ۲۰۶۰۱ | 1999 RD197      | ۸ سپتامبر ۱۹۹۹  |
| ۲۰۶۰۲ | 1999 RC198      | ۸ سپتامبر ۱۹۹۹  |
| ۲۰۶۰۳ | 1999 RT199      | ۸ سپتامبر ۱۹۹۹  |
| ۲۰۶۰۴ | Vrishikpatil    | ۸ سپتامبر ۱۹۹۹  |
| ۲۰۶۰۵ | 1999 RX209      | ۸ سپتامبر ۱۹۹۹  |
| ۲۰۶۰۶ | Widemann        | ۵ سپتامبر ۱۹۹۹  |
| ۲۰۶۰۷ | Vernazza        | ۴ سپتامبر ۱۹۹۹  |
| ۲۰۶۰۸ | Fredmerlin      | ۷ سپتامبر ۱۹۹۹  |
| ۲۰۶۰۹ | 1999 RO225      | ۳ سپتامبر ۱۹۹۹  |
| ۲۰۶۱۰ | 1999 RK235      | ۸ سپتامبر ۱۹۹۹  |
| ۲۰۶۱۱ | 1999 RL235      | ۸ سپتامبر ۱۹۹۹  |
| ۲۰۶۱۲ | 1999 RT237      | ۸ سپتامبر ۱۹۹۹  |
| ۲۰۶۱۳ | 1999 RE240      | ۱۱ سپتامبر ۱۹۹۹ |
| ۲۰۶۱۴ | 1999 SN3        | ۲۴ سپتامبر ۱۹۹۹ |
| ۲۰۶۱۵ | 1999 SZ3        | ۲۹ سپتامبر ۱۹۹۹ |
| ۲۰۶۱۶ | Zeeshansayed    | ۳۰ سپتامبر ۱۹۹۹ |
| ۲۰۶۱۷ | 1999 SA7        | ۲۹ سپتامبر ۱۹۹۹ |
| ۲۰۶۱۸ | Daniebutler     | ۲۹ سپتامبر ۱۹۹۹ |
| ۲۰۶۱۹ | 1999 SB10       | ۳۰ سپتامبر ۱۹۹۹ |
| ۲۰۶۲۰ | 1999 SW10       | ۳۰ سپتامبر ۱۹۹۹ |
| ۲۰۶۲۱ | 1999 TK11       | ۹ اکتبر ۱۹۹۹    |
| ۲۰۶۲۲ | 1999 TQ11       | ۸ اکتبر ۱۹۹۹    |
| ۲۰۶۲۳ | Davidyoung      | ۱۰ اکتبر ۱۹۹۹   |
| ۲۰۶۲۴ | Dariozanetti    | ۹ اکتبر ۱۹۹۹    |
| ۲۰۶۲۵ | Noto            | ۹ اکتبر ۱۹۹۹    |
| ۲۰۶۲۶ | 1999 TH21       | ۴ اکتبر ۱۹۹۹    |
| ۲۰۶۲۷ | 1999 TF38       | ۱ اکتبر ۱۹۹۹    |
| ۲۰۶۲۸ | 1999 TS40       | ۵ اکتبر ۱۹۹۹    |
| ۲۰۶۲۹ | 1999 TB90       | ۲ اکتبر ۱۹۹۹    |
| ۲۰۶۳۰ | 1999 TJ90       | ۲ اکتبر ۱۹۹۹    |
| ۲۰۶۳۱ | Stefuller       | ۲ اکتبر ۱۹۹۹    |
| ۲۰۶۳۲ | Carlyrosser     | ۲ اکتبر ۱۹۹۹    |
| ۲۰۶۳۳ | 1999 TU93       | ۲ اکتبر ۱۹۹۹    |
| ۲۰۶۳۴ | Marichardson    | ۲ اکتبر ۱۹۹۹    |
| ۲۰۶۳۵ | 1999 TV96       | ۲ اکتبر ۱۹۹۹    |
| ۲۰۶۳۶ | 1999 TC97       | ۲ اکتبر ۱۹۹۹    |
| ۲۰۶۳۷ | 1999 TX103      | ۳ اکتبر ۱۹۹۹    |
| ۲۰۶۳۸ | Lingchen        | ۴ اکتبر ۱۹۹۹    |
| ۲۰۶۳۹ | Michellouie     | ۴ اکتبر ۱۹۹۹    |
| ۲۰۶۴۰ | 1999 TF118      | ۴ اکتبر ۱۹۹۹    |
| ۲۰۶۴۱ | Yenuanchen      | ۴ اکتبر ۱۹۹۹    |
| ۲۰۶۴۲ | Laurajohnson    | ۴ اکتبر ۱۹۹۹    |
| ۲۰۶۴۳ | Angelicaliu     | ۷ اکتبر ۱۹۹۹    |
| ۲۰۶۴۴ | Amritdas        | ۷ اکتبر ۱۹۹۹    |
| ۲۰۶۴۵ | 1999 TH149      | ۷ اکتبر ۱۹۹۹    |
| ۲۰۶۴۶ | Nikhilgupta     | ۷ اکتبر ۱۹۹۹    |
| ۲۰۶۴۷ | 1999 TQ155      | ۷ اکتبر ۱۹۹۹    |
| ۲۰۶۴۸ | 1999 TF166      | ۱۰ اکتبر ۱۹۹۹   |
| ۲۰۶۴۹ | Miklenov        | ۱۰ اکتبر ۱۹۹۹   |
| ۲۰۶۵۰ | 1999 TG173      | ۱۰ اکتبر ۱۹۹۹   |
| ۲۰۶۵۱ | 1999 TE219      | ۱ اکتبر ۱۹۹۹    |
| ۲۰۶۵۲ | 1999 TY229      | ۲ اکتبر ۱۹۹۹    |
| ۲۰۶۵۳ | 1999 TN245      | ۷ اکتبر ۱۹۹۹    |
| ۲۰۶۵۴ | 1999 TO247      | ۸ اکتبر ۱۹۹۹    |
| ۲۰۶۵۵ | 1999 TT248      | ۸ اکتبر ۱۹۹۹    |
| ۲۰۶۵۶ | 1999 TX258      | ۹ اکتبر ۱۹۹۹    |
| ۲۰۶۵۷ | Alvarez-Candal  | ۱۴ اکتبر ۱۹۹۹   |
| ۲۰۶۵۸ | Bushmarinov     | ۳ اکتبر ۱۹۹۹    |
| ۲۰۶۵۸ | 1999 UE         | ۱۶ اکتبر ۱۹۹۹   |
| ۲۰۶۵۸ | 1999 UF         | ۱۶ اکتبر ۱۹۹۹   |
| ۲۰۶۵۸ | 1999 UZ         | ۱۶ اکتبر ۱۹۹۹   |
| ۲۰۶۶۲ | 1999 UC1        | ۱۶ اکتبر ۱۹۹۹   |
| ۲۰۶۶۳ | 1999 UU2        | ۱۹ اکتبر ۱۹۹۹   |
| ۲۰۶۶۴ | 1999 UV4        | ۳۱ اکتبر ۱۹۹۹   |
| ۲۰۶۶۵ | 1999 UQ8        | ۲۹ اکتبر ۱۹۹۹   |
| ۲۰۶۶۶ | 1999 UX8        | ۲۹ اکتبر ۱۹۹۹   |
| ۲۰۶۶۷ | 1999 UM11       | ۲۷ اکتبر ۱۹۹۹   |
| ۲۰۶۶۸ | 1999 UN11       | ۲۷ اکتبر ۱۹۹۹   |
| ۲۰۶۶۹ | 1999 UO13       | ۲۹ اکتبر ۱۹۹۹   |
| ۲۰۶۷۰ | 1999 UA46       | ۳۱ اکتبر ۱۹۹۹   |
| ۲۰۶۷۱ | 1999 UX48       | ۳۱ اکتبر ۱۹۹۹   |
| ۲۰۶۷۲ | 1999 UU50       | ۳۰ اکتبر ۱۹۹۹   |
| ۲۰۶۷۳ | Janelle         | ۳ نوامبر ۱۹۹۹   |
| ۲۰۶۷۴ | 1999 VT1        | ۴ نوامبر ۱۹۹۹   |
| ۲۰۶۷۵ | 1999 VK6        | ۵ نوامبر ۱۹۹۹   |
| ۲۰۶۷۶ | 1999 VA7        | ۸ نوامبر ۱۹۹۹   |
| ۲۰۶۷۷ | 1999 VT7        | ۷ نوامبر ۱۹۹۹   |
| ۲۰۶۷۸ | 1999 VE9        | ۸ نوامبر ۱۹۹۹   |
| ۲۰۶۷۹ | 1999 VU9        | ۹ نوامبر ۱۹۹۹   |
| ۲۰۶۸۰ | 1999 VX9        | ۹ نوامبر ۱۹۹۹   |
| ۲۰۶۸۱ | 1999 VH10       | ۹ نوامبر ۱۹۹۹   |
| ۲۰۶۸۲ | 1999 VP23       | ۱۴ نوامبر ۱۹۹۹  |
| ۲۰۶۸۳ | 1999 VT44       | ۴ نوامبر ۱۹۹۹   |
| ۲۰۶۸۴ | 1999 VW44       | ۴ نوامبر ۱۹۹۹   |
| ۲۰۶۸۵ | 1999 VX48       | ۳ نوامبر ۱۹۹۹   |
| ۲۰۶۸۶ | Thottumkara     | ۴ نوامبر ۱۹۹۹   |
| ۲۰۶۸۷ | Saletore        | ۴ نوامبر ۱۹۹۹   |
| ۲۰۶۸۸ | 1999 VR62       | ۴ نوامبر ۱۹۹۹   |
| ۲۰۶۸۹ | Zhuyuanchen     | ۴ نوامبر ۱۹۹۹   |
| ۲۰۶۹۰ | Crivello        | ۴ نوامبر ۱۹۹۹   |
| ۲۰۶۹۱ | 1999 VY72       | ۱۱ نوامبر ۱۹۹۹  |
| ۲۰۶۹۲ | 1999 VX73       | ۱ نوامبر ۱۹۹۹   |
| ۲۰۶۹۳ | Ramondiaz       | ۵ نوامبر ۱۹۹۹   |
| ۲۰۶۹۴ | 1999 VT82       | ۱ نوامبر ۱۹۹۹   |
| ۲۰۶۹۵ | 1999 VM92       | ۹ نوامبر ۱۹۹۹   |
| ۲۰۶۹۶ | Torresduarte    | ۹ نوامبر ۱۹۹۹   |
| ۲۰۶۹۷ | 1999 VK115      | ۹ نوامبر ۱۹۹۹   |
| ۲۰۶۹۸ | 1999 VE127      | ۹ نوامبر ۱۹۹۹   |
| ۲۰۶۹۹ | 1999 VJ144      | ۱۱ نوامبر ۱۹۹۹  |
| ۲۰۷۰۰ | 1999 VG145      | ۸ نوامبر ۱۹۹۹   |
| ۲۰۷۰۱ | 1999 VL179      | ۶ نوامبر ۱۹۹۹   |
| ۲۰۷۰۲ | 1999 VF195      | ۳ نوامبر ۱۹۹۹   |
| ۲۰۷۰۳ | 1999 VC203      | ۸ نوامبر ۱۹۹۹   |
| ۲۰۷۰۳ | 1999 WH         | ۱۶ نوامبر ۱۹۹۹  |
| ۲۰۷۰۵ | 1999 WH3        | ۱۸ نوامبر ۱۹۹۹  |
| ۲۰۷۰۶ | 1999 WY3        | ۲۸ نوامبر ۱۹۹۹  |
| ۲۰۷۰۷ | 1999 WW4        | ۲۸ نوامبر ۱۹۹۹  |
| ۲۰۷۰۸ | 1999 XH1        | ۲ دسامبر ۱۹۹۹   |
| ۲۰۷۰۹ | 1999 XM8        | ۲ دسامبر ۱۹۹۹   |
| ۲۰۷۱۰ | 1999 XP10       | ۵ دسامبر ۱۹۹۹   |
| ۲۰۷۱۱ | 1999 XF12       | ۵ دسامبر ۱۹۹۹   |
| ۲۰۷۱۲ | 1999 XF13       | ۵ دسامبر ۱۹۹۹   |
| ۲۰۷۱۳ | 1999 XA32       | ۶ دسامبر ۱۹۹۹   |
| ۲۰۷۱۴ | 1999 XS36       | ۷ دسامبر ۱۹۹۹   |
| ۲۰۷۱۵ | 1999 XB44       | ۷ دسامبر ۱۹۹۹   |
| ۲۰۷۱۶ | 1999 XG91       | ۷ دسامبر ۱۹۹۹   |
| ۲۰۷۱۷ | 1999 XG93       | ۷ دسامبر ۱۹۹۹   |
| ۲۰۷۱۸ | 1999 XZ97       | ۷ دسامبر ۱۹۹۹   |
| ۲۰۷۱۹ | Velasco         | ۷ دسامبر ۱۹۹۹   |
| ۲۰۷۲۰ | 1999 XP101      | ۷ دسامبر ۱۹۹۹   |
| ۲۰۷۲۱ | 1999 XA105      | ۹ دسامبر ۱۹۹۹   |
| ۲۰۷۲۲ | 1999 XZ109      | ۴ دسامبر ۱۹۹۹   |
| ۲۰۷۲۳ | 1999 XH113      | ۱۱ دسامبر ۱۹۹۹  |
| ۲۰۷۲۴ | 1999 XO116      | ۵ دسامبر ۱۹۹۹   |
| ۲۰۷۲۵ | 1999 XP120      | ۵ دسامبر ۱۹۹۹   |
| ۲۰۷۲۶ | 1999 XE122      | ۷ دسامبر ۱۹۹۹   |
| ۲۰۷۲۷ | 1999 XV123      | ۷ دسامبر ۱۹۹۹   |
| ۲۰۷۲۸ | 1999 XD143      | ۱۴ دسامبر ۱۹۹۹  |
| ۲۰۷۲۹ | 1999 XS143      | ۱۵ دسامبر ۱۹۹۹  |
| ۲۰۷۳۰ | Jorgecarvano    | ۹ دسامبر ۱۹۹۹   |
| ۲۰۷۳۱ | Mothediniz      | ۹ دسامبر ۱۹۹۹   |
| ۲۰۷۳۲ | 1999 XB167      | ۱۰ دسامبر ۱۹۹۹  |
| ۲۰۷۳۳ | 1999 XE168      | ۱۰ دسامبر ۱۹۹۹  |
| ۲۰۷۳۴ | 1999 XA169      | ۱۰ دسامبر ۱۹۹۹  |
| ۲۰۷۳۵ | 1999 XU169      | ۱۰ دسامبر ۱۹۹۹  |
| ۲۰۷۳۶ | 1999 XV170      | ۱۰ دسامبر ۱۹۹۹  |
| ۲۰۷۳۷ | 1999 XJ189      | ۱۲ دسامبر ۱۹۹۹  |
| ۲۰۷۳۸ | 1999 XG191      | ۱۲ دسامبر ۱۹۹۹  |
| ۲۰۷۳۹ | 1999 XM193      | ۱۲ دسامبر ۱۹۹۹  |
| ۲۰۷۴۰ | Semery          | ۱۳ دسامبر ۱۹۹۹  |
| ۲۰۷۴۱ | Jeanmichelreess | ۷ دسامبر ۱۹۹۹   |
| ۲۰۷۴۲ | 1999 XJ261      | ۱۴ دسامبر ۱۹۹۹  |
| ۲۰۷۴۳ | 2000 AR6        | ۲ ژانویه ۲۰۰۰   |
| ۲۰۷۴۴ | 2000 AO151      | ۸ ژانویه ۲۰۰۰   |
| ۲۰۷۴۵ | 2000 AS185      | ۸ ژانویه ۲۰۰۰   |
| ۲۰۷۴۶ | 2000 AL186      | ۸ ژانویه ۲۰۰۰   |
| ۲۰۷۴۷ | 2000 AM186      | ۸ ژانویه ۲۰۰۰   |
| ۲۰۷۴۸ | 2000 AP186      | ۸ ژانویه ۲۰۰۰   |
| ۲۰۷۴۹ | 2000 AD199      | ۹ ژانویه ۲۰۰۰   |
| ۲۰۷۵۰ | 2000 AF199      | ۹ ژانویه ۲۰۰۰   |
| ۲۰۷۵۱ | 2000 AA200      | ۹ ژانویه ۲۰۰۰   |
| ۲۰۷۵۲ | 2000 AP200      | ۹ ژانویه ۲۰۰۰   |
| ۲۰۷۵۳ | 2000 AW211      | ۵ ژانویه ۲۰۰۰   |
| ۲۰۷۵۴ | 2000 AD244      | ۸ ژانویه ۲۰۰۰   |
| ۲۰۷۵۵ | 2000 BX6        | ۲۷ ژانویه ۲۰۰۰  |
| ۲۰۷۵۶ | 2000 BC19       | ۲۷ ژانویه ۲۰۰۰  |
| ۲۰۷۵۷ | 2000 CV52       | ۲ فوریه ۲۰۰۰    |
| ۲۰۷۵۸ | 2000 CS94       | ۸ فوریه ۲۰۰۰    |
| ۲۰۷۵۹ | 2000 CX96       | ۶ فوریه ۲۰۰۰    |
| ۲۰۷۶۰ | Chanmatchun     | ۲۷ فوریه ۲۰۰۰   |
| ۲۰۷۶۱ | 2000 EA8        | ۵ مارس ۲۰۰۰     |
| ۲۰۷۶۲ | 2000 EE36       | ۴ مارس ۲۰۰۰     |
| ۲۰۷۶۳ | 2000 FQ9        | ۳۱ مارس ۲۰۰۰    |
| ۲۰۷۶۴ | 2000 FE38       | ۲۹ مارس ۲۰۰۰    |
| ۲۰۷۶۵ | 2000 JC40       | ۷ مه ۲۰۰۰       |
| ۲۰۷۶۶ | 2000 PK11       | ۱ اوت ۲۰۰۰      |
| ۲۰۷۶۷ | 2000 PN24       | ۲ اوت ۲۰۰۰      |
| ۲۰۷۶۸ | Langberg        | ۲۵ اوت ۲۰۰۰     |
| ۲۰۷۶۹ | 2000 QM65       | ۲۸ اوت ۲۰۰۰     |
| ۲۰۷۷۰ | 2000 QT123      | ۲۵ اوت ۲۰۰۰     |
| ۲۰۷۷۱ | 2000 QY150      | ۲۵ اوت ۲۰۰۰     |
| ۲۰۷۷۲ | Brittajones     | ۳۱ اوت ۲۰۰۰     |
| ۲۰۷۷۳ | Aneeshvenkat    | ۳۱ اوت ۲۰۰۰     |
| ۲۰۷۷۴ | 2000 RP3        | ۱ سپتامبر ۲۰۰۰  |
| ۲۰۷۷۵ | 2000 RU9        | ۱ سپتامبر ۲۰۰۰  |
| ۲۰۷۷۶ | Juliekrugler    | ۱ سپتامبر ۲۰۰۰  |
| ۲۰۷۷۷ | 2000 RX10       | ۱ سپتامبر ۲۰۰۰  |
| ۲۰۷۷۸ | Wangchaohao     | ۱ سپتامبر ۲۰۰۰  |
| ۲۰۷۷۹ | Xiajunchao      | ۱ سپتامبر ۲۰۰۰  |
| ۲۰۷۸۰ | Chanyikhei      | ۱ سپتامبر ۲۰۰۰  |
| ۲۰۷۸۱ | 2000 RX38       | ۵ سپتامبر ۲۰۰۰  |
| ۲۰۷۸۲ | Markcroce       | ۴ سپتامبر ۲۰۰۰  |
| ۲۰۷۸۳ | 2000 RK55       | ۳ سپتامبر ۲۰۰۰  |
| ۲۰۷۸۴ | Trevorpowers    | ۶ سپتامبر ۲۰۰۰  |
| ۲۰۷۸۵ | Mitalithakor    | ۳ سپتامبر ۲۰۰۰  |
| ۲۰۷۸۶ | 2000 RG62       | ۱ سپتامبر ۲۰۰۰  |
| ۲۰۷۸۷ | Mitchfourman    | ۲ سپتامبر ۲۰۰۰  |
| ۲۰۷۸۸ | 2000 SB29       | ۲۳ سپتامبر ۲۰۰۰ |
| ۲۰۷۸۹ | Hughgrant       | ۲۸ سپتامبر ۲۰۰۰ |
| ۲۰۷۹۰ | 2000 SE45       | ۲۶ سپتامبر ۲۰۰۰ |
| ۲۰۷۹۱ | 2000 SH60       | ۲۴ سپتامبر ۲۰۰۰ |
| ۲۰۷۹۲ | 2000 SH88       | ۲۴ سپتامبر ۲۰۰۰ |
| ۲۰۷۹۳ | Goldinaaron     | ۲۴ سپتامبر ۲۰۰۰ |
| ۲۰۷۹۴ | Ryanolson       | ۲۷ سپتامبر ۲۰۰۰ |
| ۲۰۷۹۵ | 2000 SE161      | ۲۷ سپتامبر ۲۰۰۰ |
| ۲۰۷۹۶ | Philipmunoz     | ۲۴ سپتامبر ۲۰۰۰ |
| ۲۰۷۹۷ | 2000 SD172      | ۲۷ سپتامبر ۲۰۰۰ |
| ۲۰۷۹۸ | Verlinden       | ۲۷ سپتامبر ۲۰۰۰ |
| ۲۰۷۹۹ | Ashishbakshi    | ۲۷ سپتامبر ۲۰۰۰ |
| ۲۰۸۰۰ | 2000 SV172      | ۲۷ سپتامبر ۲۰۰۰ |
| ۲۰۸۰۱ | 2000 SC179      | ۲۸ سپتامبر ۲۰۰۰ |
| ۲۰۸۰۲ | 2000 SR179      | ۲۸ سپتامبر ۲۰۰۰ |
| ۲۰۸۰۳ | 2000 SK188      | ۲۱ سپتامبر ۲۰۰۰ |
| ۲۰۸۰۴ | Etter           | ۲۵ سپتامبر ۲۰۰۰ |
| ۲۰۸۰۵ | 2000 SC220      | ۲۶ سپتامبر ۲۰۰۰ |
| ۲۰۸۰۶ | 2000 SW220      | ۲۶ سپتامبر ۲۰۰۰ |
| ۲۰۸۰۷ | 2000 SY220      | ۲۶ سپتامبر ۲۰۰۰ |
| ۲۰۸۰۸ | 2000 SR243      | ۲۴ سپتامبر ۲۰۰۰ |
| ۲۰۸۰۹ | Eshinjolly      | ۲۴ سپتامبر ۲۰۰۰ |
| ۲۰۸۱۰ | 2000 SE266      | ۲۶ سپتامبر ۲۰۰۰ |
| ۲۰۸۱۱ | 2000 ST266      | ۲۶ سپتامبر ۲۰۰۰ |
| ۲۰۸۱۲ | Shannonbabb     | ۲۷ سپتامبر ۲۰۰۰ |
| ۲۰۸۱۳ | Aakashshah      | ۲۸ سپتامبر ۲۰۰۰ |
| ۲۰۸۱۴ | Laurajones      | ۲۷ سپتامبر ۲۰۰۰ |
| ۲۰۸۱۵ | 2000 SZ318      | ۲۶ سپتامبر ۲۰۰۰ |
| ۲۰۸۱۶ | 2000 SQ319      | ۲۶ سپتامبر ۲۰۰۰ |
| ۲۰۸۱۷ | Liuxiaofeng     | ۱ اکتبر ۲۰۰۰    |
| ۲۰۸۱۸ | Karmadiraju     | ۱ اکتبر ۲۰۰۰    |
| ۲۰۸۱۹ | 2000 TX55       | ۱ اکتبر ۲۰۰۰    |
| ۲۰۸۲۰ | 2000 UZ3        | ۲۴ اکتبر ۲۰۰۰   |
| ۲۰۸۲۱ | Balasridhar     | ۲۴ اکتبر ۲۰۰۰   |
| ۲۰۸۲۲ | Lintingnien     | ۲۴ اکتبر ۲۰۰۰   |
| ۲۰۸۲۳ | Liutingchun     | ۲۴ اکتبر ۲۰۰۰   |
| ۲۰۸۲۴ | 2000 UX9        | ۲۴ اکتبر ۲۰۰۰   |
| ۲۰۸۲۵ | 2000 UN11       | ۲۶ اکتبر ۲۰۰۰   |
| ۲۰۸۲۶ | 2000 UV13       | ۲۱ اکتبر ۲۰۰۰   |
| ۲۰۸۲۷ | 2000 UY25       | ۲۴ اکتبر ۲۰۰۰   |
| ۲۰۸۲۸ | Linchen         | ۲۴ اکتبر ۲۰۰۰   |
| ۲۰۸۲۹ | 2000 UR27       | ۲۴ اکتبر ۲۰۰۰   |
| ۲۰۸۳۰ | Luyajia         | ۲۴ اکتبر ۲۰۰۰   |
| ۲۰۸۳۱ | Zhangyi         | ۲۴ اکتبر ۲۰۰۰   |
| ۲۰۸۳۲ | Santhikodali    | ۲۴ اکتبر ۲۰۰۰   |
| ۲۰۸۳۳ | 2000 US47       | ۲۴ اکتبر ۲۰۰۰   |
| ۲۰۸۳۴ | Allihewlett     | ۲۴ اکتبر ۲۰۰۰   |
| ۲۰۸۳۵ | Eliseadcock     | ۲۴ اکتبر ۲۰۰۰   |
| ۲۰۸۳۶ | Marilytedja     | ۲۴ اکتبر ۲۰۰۰   |
| ۲۰۸۳۷ | Ramanlal        | ۲۴ اکتبر ۲۰۰۰   |
| ۲۰۸۳۸ | 2000 UY53       | ۲۴ اکتبر ۲۰۰۰   |
| ۲۰۸۳۹ | Bretharrison    | ۲۴ اکتبر ۲۰۰۰   |
| ۲۰۸۴۰ | Borishanin      | ۲۵ اکتبر ۲۰۰۰   |
| ۲۰۸۴۱ | 2000 UM69       | ۲۵ اکتبر ۲۰۰۰   |
| ۲۰۸۴۲ | 2000 UG75       | ۳۱ اکتبر ۲۰۰۰   |
| ۲۰۸۴۳ | Kuotzuhao       | ۲۴ اکتبر ۲۰۰۰   |
| ۲۰۸۴۴ | 2000 UK97       | ۲۵ اکتبر ۲۰۰۰   |
| ۲۰۸۴۵ | 2000 UY102      | ۲۵ اکتبر ۲۰۰۰   |
| ۲۰۸۴۶ | Liyulin         | ۲۵ اکتبر ۲۰۰۰   |
| ۲۰۸۴۷ | 2000 UW104      | ۲۷ اکتبر ۲۰۰۰   |
| ۲۰۸۴۸ | 2000 UA105      | ۲۷ اکتبر ۲۰۰۰   |
| ۲۰۸۴۹ | 2000 VJ1        | ۱ نوامبر ۲۰۰۰   |
| ۲۰۸۵۰ | Gaglani         | ۱ نوامبر ۲۰۰۰   |
| ۲۰۸۵۱ | Ramachandran    | ۱ نوامبر ۲۰۰۰   |
| ۲۰۸۵۲ | Allilandstrom   | ۱ نوامبر ۲۰۰۰   |
| ۲۰۸۵۳ | Yunxiangchu     | ۱ نوامبر ۲۰۰۰   |
| ۲۰۸۵۴ | Tetruashvily    | ۱ نوامبر ۲۰۰۰   |
| ۲۰۸۵۵ | Arifawan        | ۱ نوامبر ۲۰۰۰   |
| ۲۰۸۵۶ | Hamzabari       | ۱ نوامبر ۲۰۰۰   |
| ۲۰۸۵۷ | Richardromeo    | ۱ نوامبر ۲۰۰۰   |
| ۲۰۸۵۸ | Cuirongfeng     | ۱ نوامبر ۲۰۰۰   |
| ۲۰۸۵۹ | 2000 VT31       | ۱ نوامبر ۲۰۰۰   |
| ۲۰۸۶۰ | 2000 VS34       | ۱ نوامبر ۲۰۰۰   |
| ۲۰۸۶۱ | Lesliebeh       | ۱ نوامبر ۲۰۰۰   |
| ۲۰۸۶۲ | Jenngoedhart    | ۱ نوامبر ۲۰۰۰   |
| ۲۰۸۶۳ | Jamescronk      | ۱ نوامبر ۲۰۰۰   |
| ۲۰۸۶۴ | 2000 VF36       | ۱ نوامبر ۲۰۰۰   |
| ۲۰۸۶۵ | 2000 VL36       | ۱ نوامبر ۲۰۰۰   |
| ۲۰۸۶۶ | 2000 VP37       | ۱ نوامبر ۲۰۰۰   |
| ۲۰۸۶۷ | 2000 VT37       | ۱ نوامبر ۲۰۰۰   |
| ۲۰۸۶۸ | 2000 VR39       | ۱ نوامبر ۲۰۰۰   |
| ۲۰۸۶۹ | 2000 VK45       | ۱ نوامبر ۲۰۰۰   |
| ۲۰۸۷۰ | Kaningher       | ۲ نوامبر ۲۰۰۰   |
| ۲۰۸۷۱ | 2000 VJ48       | ۲ نوامبر ۲۰۰۰   |
| ۲۰۸۷۲ | 2000 VV48       | ۲ نوامبر ۲۰۰۰   |
| ۲۰۸۷۳ | Evanfrank       | ۲ نوامبر ۲۰۰۰   |
| ۲۰۸۷۴ | MacGregor       | ۲ نوامبر ۲۰۰۰   |
| ۲۰۸۷۵ | 2000 VU49       | ۲ نوامبر ۲۰۰۰   |
| ۲۰۸۷۶ | 2000 VW49       | ۲ نوامبر ۲۰۰۰   |
| ۲۰۸۷۷ | 2000 VD50       | ۲ نوامبر ۲۰۰۰   |
| ۲۰۸۷۸ | Uwetreske       | ۲ نوامبر ۲۰۰۰   |
| ۲۰۸۷۹ | Chengyuhsuan    | ۳ نوامبر ۲۰۰۰   |
| ۲۰۸۸۰ | Yiyideng        | ۳ نوامبر ۲۰۰۰   |
| ۲۰۸۸۱ | 2000 VG57       | ۳ نوامبر ۲۰۰۰   |
| ۲۰۸۸۲ | 2000 VH57       | ۳ نوامبر ۲۰۰۰   |
| ۲۰۸۸۳ | Gervais         | ۳ نوامبر ۲۰۰۰   |
| ۲۰۸۸۴ | 2000 VA59       | ۱ نوامبر ۲۰۰۰   |
| ۲۰۸۸۵ | 2000 WD2        | ۱۸ نوامبر ۲۰۰۰  |
| ۲۰۸۸۶ | 2000 WE2        | ۱۸ نوامبر ۲۰۰۰  |
| ۲۰۸۸۷ | Ngwaikin        | ۱۸ نوامبر ۲۰۰۰  |
| ۲۰۸۸۸ | Siyueguo        | ۲۰ نوامبر ۲۰۰۰  |
| ۲۰۸۸۹ | 2000 WB15       | ۲۰ نوامبر ۲۰۰۰  |
| ۲۰۸۹۰ | 2000 WN19       | ۲۵ نوامبر ۲۰۰۰  |
| ۲۰۸۹۱ | 2000 WN28       | ۲۳ نوامبر ۲۰۰۰  |
| ۲۰۸۹۲ | MacChnoic       | ۲۰ نوامبر ۲۰۰۰  |
| ۲۰۸۹۳ | Rosymccloskey   | ۲۰ نوامبر ۲۰۰۰  |
| ۲۰۸۹۴ | Krumeich        | ۲۱ نوامبر ۲۰۰۰  |
| ۲۰۸۹۵ | 2000 WU106      | ۲۰ نوامبر ۲۰۰۰  |
| ۲۰۸۹۶ | Tiphene         | ۲۰ نوامبر ۲۰۰۰  |
| ۲۰۸۹۷ | Deborahdomingue | ۲۰ نوامبر ۲۰۰۰  |
| ۲۰۸۹۸ | Fountainhills   | ۳۰ نوامبر ۲۰۰۰  |
| ۲۰۸۹۹ | 2000 XB3        | ۱ دسامبر ۲۰۰۰   |
| ۲۰۹۰۰ | 2000 XW4        | ۱ دسامبر ۲۰۰۰   |
| ۲۰۹۰۱ | Mattmuehler     | ۱ دسامبر ۲۰۰۰   |
| ۲۰۹۰۲ | Kylebeighle     | ۱ دسامبر ۲۰۰۰   |
| ۲۰۹۰۳ | 2000 XH9        | ۱ دسامبر ۲۰۰۰   |
| ۲۰۹۰۳ | 2190 P-L        | ۲۴ سپتامبر ۱۹۶۰ |
| ۲۰۹۰۳ | 2581 P-L        | ۲۴ سپتامبر ۱۹۶۰ |
| ۲۰۹۰۳ | 2727 P-L        | ۲۴ سپتامبر ۱۹۶۰ |
| ۲۰۹۰۳ | 2762 P-L        | ۲۴ سپتامبر ۱۹۶۰ |
| ۲۰۹۰۳ | 2819 P-L        | ۲۴ سپتامبر ۱۹۶۰ |
| ۲۰۹۰۳ | 4026 P-L        | ۲۴ سپتامبر ۱۹۶۰ |
| ۲۰۹۰۳ | 4060 P-L        | ۲۴ سپتامبر ۱۹۶۰ |
| ۲۰۹۰۳ | 4083 P-L        | ۲۴ سپتامبر ۱۹۶۰ |
| ۲۰۹۰۳ | 4129 P-L        | ۲۴ سپتامبر ۱۹۶۰ |
| ۲۰۹۰۳ | 4214 P-L        | ۲۴ سپتامبر ۱۹۶۰ |
| ۲۰۹۰۳ | 4215 P-L        | ۲۴ سپتامبر ۱۹۶۰ |
| ۲۰۹۰۳ | 4302 P-L        | ۲۴ سپتامبر ۱۹۶۰ |
| ۲۰۹۰۳ | 4628 P-L        | ۲۴ سپتامبر ۱۹۶۰ |
| ۲۰۹۰۳ | 5016 P-L        | ۲۲ اکتبر ۱۹۶۰   |
| ۲۰۹۰۳ | 6539 P-L        | ۲۴ سپتامبر ۱۹۶۰ |
| ۲۰۹۰۳ | 6606 P-L        | ۲۴ سپتامبر ۱۹۶۰ |
| ۲۰۹۰۳ | 6653 P-L        | ۲۴ سپتامبر ۱۹۶۰ |
| ۲۰۹۰۳ | 6680 P-L        | ۲۴ سپتامبر ۱۹۶۰ |
| ۲۰۹۰۳ | 6769 P-L        | ۲۴ سپتامبر ۱۹۶۰ |
| ۲۰۹۰۳ | 6846 P-L        | ۲۴ سپتامبر ۱۹۶۰ |
| ۲۰۹۰۳ | 9526 P-L        | ۱۷ اکتبر ۱۹۶۰   |
| ۲۰۹۰۳ | 9596 P-L        | ۲۲ اکتبر ۱۹۶۰   |
| ۲۰۹۲۶ | 1101 T-1        | ۲۵ مارس ۱۹۷۱    |
| ۲۰۹۲۷ | 1126 T-1        | ۲۵ مارس ۱۹۷۱    |
| ۲۰۹۲۸ | 2024 T-1        | ۲۵ مارس ۱۹۷۱    |
| ۲۰۹۲۹ | 2050 T-1        | ۲۵ مارس ۱۹۷۱    |
| ۲۰۹۳۰ | 2130 T-1        | ۲۵ مارس ۱۹۷۱    |
| ۲۰۹۳۱ | 2208 T-1        | ۲۵ مارس ۱۹۷۱    |
| ۲۰۹۳۲ | 2258 T-1        | ۲۵ مارس ۱۹۷۱    |
| ۲۰۹۳۳ | 3015 T-1        | ۲۶ مارس ۱۹۷۱    |
| ۲۰۹۳۴ | 4194 T-1        | ۲۶ مارس ۱۹۷۱    |
| ۲۰۹۳۵ | 4265 T-1        | ۲۶ مارس ۱۹۷۱    |
| ۲۰۹۳۶ | 4835 T-1        | ۱۳ مه ۱۹۷۱      |
| ۲۰۹۳۷ | 1005 T-2        | ۲۹ سپتامبر ۱۹۷۳ |
| ۲۰۹۳۸ | 1075 T-2        | ۲۹ سپتامبر ۱۹۷۳ |
| ۲۰۹۳۹ | 1178 T-2        | ۲۹ سپتامبر ۱۹۷۳ |
| ۲۰۹۴۰ | 1236 T-2        | ۲۹ سپتامبر ۱۹۷۳ |
| ۲۰۹۴۱ | 1341 T-2        | ۲۹ سپتامبر ۱۹۷۳ |
| ۲۰۹۴۲ | 2092 T-2        | ۲۹ سپتامبر ۱۹۷۳ |
| ۲۰۹۴۳ | 2115 T-2        | ۲۹ سپتامبر ۱۹۷۳ |
| ۲۰۹۴۴ | 2200 T-2        | ۲۹ سپتامبر ۱۹۷۳ |
| ۲۰۹۴۵ | 2248 T-2        | ۲۹ سپتامبر ۱۹۷۳ |
| ۲۰۹۴۶ | 2316 T-2        | ۲۹ سپتامبر ۱۹۷۳ |
| ۲۰۹۴۷ | Polyneikes      | ۲۹ سپتامبر ۱۹۷۳ |
| ۲۰۹۴۸ | 2754 T-2        | ۳۰ سپتامبر ۱۹۷۳ |
| ۲۰۹۴۹ | 3024 T-2        | ۳۰ سپتامبر ۱۹۷۳ |
| ۲۰۹۵۰ | 3305 T-2        | ۳۰ سپتامبر ۱۹۷۳ |
| ۲۰۹۵۱ | 4261 T-2        | ۲۹ سپتامبر ۱۹۷۳ |
| ۲۰۹۵۲ | Tydeus          | ۲۵ سپتامبر ۱۹۷۳ |
| ۲۰۹۵۳ | 1068 T-3        | ۱۷ اکتبر ۱۹۷۷   |
| ۲۰۹۵۴ | 1158 T-3        | ۱۷ اکتبر ۱۹۷۷   |
| ۲۰۹۵۵ | 2387 T-3        | ۱۶ اکتبر ۱۹۷۷   |
| ۲۰۹۵۶ | 3510 T-3        | ۱۶ اکتبر ۱۹۷۷   |
| ۲۰۹۵۷ | 4430 T-3        | ۱۱ اکتبر ۱۹۷۷   |
| ۲۰۹۵۷ | A900 MA         | ۲۹ ژوئن ۱۹۰۰    |
| ۲۰۹۵۷ | 1936 UG         | ۲۱ اکتبر ۱۹۳۶   |
| ۲۰۹۵۷ | 1971 UR         | ۲۶ اکتبر ۱۹۷۱   |
| ۲۰۹۶۱ | Arkesilaos      | ۱۹ سپتامبر ۱۹۷۳ |
| ۲۰۹۶۲ | 1977 EW7        | ۱۲ مارس ۱۹۷۷    |
| ۲۰۹۶۳ | Pisarenko       | ۱۹ اوت ۱۹۷۷     |
| ۲۰۹۶۳ | Pisarenko       | UA              |
| ۲۰۹۶۵ | Kutafin         | ۲۶ سپتامبر ۱۹۷۸ |
| ۲۰۹۶۶ | 1978 VH5        | ۷ نوامبر ۱۹۷۸   |
| ۲۰۹۶۷ | 1978 VF6        | ۷ نوامبر ۱۹۷۸   |
| ۲۰۹۶۸ | 1978 VM8        | ۷ نوامبر ۱۹۷۸   |
| ۲۰۹۶۹ | Samo            | ۱۷ سپتامبر ۱۹۷۹ |
| ۲۰۹۷۰ | 1981 DD1        | ۲۸ فوریه ۱۹۸۱   |
| ۲۰۹۷۱ | 1981 DR1        | ۲۸ فوریه ۱۹۸۱   |
| ۲۰۹۷۲ | 1981 DX2        | ۲۸ فوریه ۱۹۸۱   |
| ۲۰۹۷۳ | 1981 EL2        | ۲ مارس ۱۹۸۱     |
| ۲۰۹۷۴ | 1981 EO2        | ۲ مارس ۱۹۸۱     |
| ۲۰۹۷۵ | 1981 ER4        | ۲ مارس ۱۹۸۱     |
| ۲۰۹۷۶ | 1981 EA6        | ۷ مارس ۱۹۸۱     |
| ۲۰۹۷۷ | 1981 EN7        | ۱ مارس ۱۹۸۱     |
| ۲۰۹۷۸ | 1981 EW10       | ۱ مارس ۱۹۸۱     |
| ۲۰۹۷۹ | 1981 EO13       | ۱ مارس ۱۹۸۱     |
| ۲۰۹۸۰ | 1981 ED16       | ۱ مارس ۱۹۸۱     |
| ۲۰۹۸۱ | 1981 EZ16       | ۶ مارس ۱۹۸۱     |
| ۲۰۹۸۲ | 1981 EL17       | ۱ مارس ۱۹۸۱     |
| ۲۰۹۸۳ | 1981 EN20       | ۲ مارس ۱۹۸۱     |
| ۲۰۹۸۴ | 1981 EH33       | ۱ مارس ۱۹۸۱     |
| ۲۰۹۸۵ | 1981 EA35       | ۲ مارس ۱۹۸۱     |
| ۲۰۹۸۶ | 1981 EL37       | ۱ مارس ۱۹۸۱     |
| ۲۰۹۸۷ | 1981 EU38       | ۱ مارس ۱۹۸۱     |
| ۲۰۹۸۸ | 1981 EC43       | ۲ مارس ۱۹۸۱     |
| ۲۰۹۸۹ | 1981 EZ45       | ۲ مارس ۱۹۸۱     |
| ۲۰۹۹۰ | 1983 RL3        | ۱ سپتامبر ۱۹۸۳  |
| ۲۰۹۹۱ | Jankollar       | ۲۸ نوامبر ۱۹۸۴  |
| ۲۰۹۹۲ | 1985 RV2        | ۵ سپتامبر ۱۹۸۵  |
| ۲۰۹۹۳ | 1985 RX2        | ۵ سپتامبر ۱۹۸۵  |
| ۲۰۹۹۳ | 1985 TS         | ۱۵ اکتبر ۱۹۸۵   |
| ۲۰۹۹۳ | 1985 VY         | ۱ نوامبر ۱۹۸۵   |
| ۲۰۹۹۳ | 1986 PB         | ۴ اوت ۱۹۸۶      |
| ۲۰۹۹۷ | 1986 PL1        | ۱ اوت ۱۹۸۶      |
| ۲۰۹۹۸ | 1986 QF1        | ۲۶ اوت ۱۹۸۶     |
| ۲۰۹۹۸ | 1987 BF         | ۲۸ ژانویه ۱۹۸۷  |
| ۲۱۰۰۰ | L'Encyclopedie  | ۲۶ ژانویه ۱۹۸۷  |